# Liste de paquebots
Un paquebot est un navire conçu pour le transport d'un plus ou moins grand nombre de passagers sur de grandes distances. On distingue plusieurs types de paquebots : les paquebots de ligne, qui relient deux points précis, et les paquebots de croisière, destinés aux voyages d'agrément et les paquebots mixtes, passagers et fret.
Cette liste recense les principaux paquebots de l'histoire. La compagnie et les autres noms du navire au cours de sa carrière sont précisés à chaque fois. Les dates de service sous ce nom sont également données pour distinguer plusieurs navires homonymes.
La signification des préfixes MS, MTS, RMS, SS etc. est détaillée sur la liste des préfixes de navires.
- Haut – A
- B
- C
- D
- E
- F
- G
- H
- I
- J
- K
- L
- M
- N
- O
- P
- Q
- R
- S
- T
- U
- V
- W
- X
- Y
- Z

## A
- SS Abbotsford (1873 - 1875), paquebot de l'American Line : percute un rocher et coule en juillet 1875.
- SS Abd el-Kader (1880 - 1922), paquebot de la Compagnie générale transatlantique, démoli en 1922.
- SS Abyssinia (1870 - 1891), paquebot de la Cunard Line : détruit par un incendie en 1891.
- MS Acapulco (1961 - 1963), paquebot de la Natumex Line, ex-Mongolia (1922 - 1938), ex-Rimutka (1938 - 1950), ex-Europa (1950 - 1951), ex-Nassau (1951 - 1961).
- Accra (1926 - 1940), paquebot britannique de la Elder Dempster Lines, torpillé durant la Seconde Guerre mondiale.
- MS Achille Lauro (1964 - 1994), paquebot de la Flotta Lauro ex- MS Willem Ruys (1939 - 1964) : détruit par un incendie le 2 décembre 1994.
- SS Amiral Nakhimov (1957 - 1986), paquebot de la Black Sea Steamship Company, ex-Berlin (1925 - 1957) : éperonné en 1986.
- SS Adour (1889 - 1913), paquebot de la Compagnie des messageries maritimes : s'échoue et se brise en deux sur une plage de La Réunion le 4 mars 1913.
- SS Adriatic (1872 - 1899), paquebot de la White Star Line.
- RMS Adriatic (1907 - 1935), paquebot de la White Star Line.
- MTS Aegan Spirit (2000 - en service), ex-Provence (1951 - 1965), ex-Enrico C. (1965-1987), ex-Enrico Costa (1987 - 1995), ex- Symphony (1995 - 2000), paquebot de la Société Générale des Transports Maritimes.
- SS Afric (1899 - 1917), paquebot de la White Star Line, torpillé en 1917.
- SS Afrika (1901 - 1907), paquebot turc, ex-Afrique (1881 - 1901).
- SS Afrique (1881 - 1901), paquebot de la Compagnie générale transatlantique, devenu Afrika (1901 - 1907) turc
- SS Afrique (1907 - 1920), paquebot de la Compagnie des Chargeurs réunis : fait naufrage le 12 janvier 1920 par gros temps, vers Sables-d'Olonne (Vendée), 568 victimes.
- MS Agamemnon (1947 - 1966), paquebot de la Koninklijke Nederlandsche Stoomboot Maatschappij.
- MS AIDAaura (2003 - en service), navire de croisière de la Aida Cruises.
- MS AIDAbella (2008 - en service), navire de croisière Aida Cruises.
- MS AIDAblu (2010 - en service), navire de croisière de la Aida Cruises.
- MS AIDAcara (1996 - en service), navire de croisière de la Aida Cruises.
- MS AIDAdiva (2007 - en service), navire de croisière de la Aida Cruises.
- MS AIDAluna (2009 - en service), navire de croisière de la Aida Cruises.
- MS AIDAsol (2011 - en service), navire de croisière de la Aida Cruises.
- MS AIDAvita (2002 - en service), navire de croisière de la Aida Cruises.
- SS Ajaccio (1881-1901), paquebot de la Compagnie générale transatlantique, échoué à Marseille en 1900.
- MS Akarita (1971 - ?), paquebot reconverti en cargo, ex-Amazon de la Royal Mail Lines (1959 - 1968), devenu l’Akaroa de la Shaw, Savil & Albion Line.
- MS Akaroa (1932 - 1954), paquebot de la Shaw, Savil & Albion Line, ex-SS Euripides (1914 - 1929) de la Aberdeen and Commonwealth Line, puis SS Euripides (1929 - 1932) de la White Star Line.
- MS Akaroa (1968 - 1971), paquebot de la Shaw, Savil et Albion Line, ex-Amazon de la Royal Mail Lines (1959 - 1968), devenu en 1971 l’Akarita.
- SS Albert Ballin (1923 - 1935), paquebot de la Hamburg-Amerika Linie devenu SS Hansa (1935 - 1945) : coulé le 6 mars 1945 puis remis à flot par les Soviétiques en 1949 sous le nom de SS Sovetsky Sojus (1949 - 1980) puis SS Sojus (1980 - 1981).
- SS Albertville (en service en 1936), paquebot de la Compagnie maritime belge.
- RMS Albertic (1927 - 1934), paquebot de la White Star Line, ex-Munchen de la Norddeutscher Lloyd (1920 - 1923 ; jamais en service) puis Ohio de la Royal Mail Steam Packet Company (1923 - 1927).
- Albingia (1906-1907), ex-Argonaut (1893 -1918), paquebot de la Pacific Steam Navigation Company, devenu Orcana (1905-1906), puis, Grodno (1907-1916) et redevenu Albingia (1916-1918), torpillé le 5 juin 1918 par le sous-marin allemand U-82, aucune victime[1].
- SS Alcantara (1913 - 1916), paquebot de la Royal Mail Steam Packet Company directement converti pour usage militaire et coulé le 29 février 1916.
- RMS Alcantra (1927 - 1958), paquebot de la Royal Mail Lines. Démantelé à Osaka en 1958.
- SS Alferdoss
- MS Aleksandr Pushkin (1966 - 1991), paquebot de la Black Sea Shipping Co (1966 - 1985) puis de la Far Eastern Shipping Co (1985 - 1991), renommé Marco Polo (1991 - 2008) de l'Ocean Lines puis de la Global Maritime (2008 - en service).
- SS Alexandre (1843 - 1851), paquebot de la Compagnie des messageries maritimes puis (1851 - 1861), ex-Administration des Postes.
- SS SS Alferdoss (1984 - 1994), paquebot de la Silver Moon Ferry, anciennement SS America (1940 - 1964), puis SS Australis (1964 - 1978), puis à nouveau SS America (1978), puis SS Italis (1978 - 1980), puis SS Noga (1980 - 1984). Renommé SS American Star en 1994, et échoué la même année.
- MS Allure of the Seas (2010 - en service), paquebot de la Royal Caribbean Cruise Line.
- Alma (2003 - 2003) grec, ex-Sagar (2003 - 2003) grec, La Palma (1980 - 2003) chypriote, ex-La Perla (1974 - 1980) chypriote, ex-Delphi (1968 - 1974) grec et Ferdinand de Lesseps (1952 - 1968) de la Compagnie des messageries maritimes.
- Alphée (1862 - 1899), paquebot de la Compagnie des messageries maritimes.
- SS Alsatian (1913 - 1919), paquebot de la Allan Line, lors de la Première Guerre mondiale a été armé et a servi comme bateau de transport militaire, racheté en 1917 par la Canadian Pacific reconstruit et renommé Empress of France (1919 - 1931).
- SS Alvaro de Bazan (1896 - 1896), paquebot de la Cia Trasatatlantica, ex-Gallia (1878 - 1900), paquebot de la Cunard Line, renommé à nouveau Gallia par la Beaver Line (1897 - 1899) puis par la Allan Line (1899 - 1900) : échouement en 1899 près de Sorel-Tracy au Canada, récupéré et finalement démoli à Cherbourg en 1900.
- SS Al Tabra (1984 - 1990), ex-Fred Scamaroni (1966 - 1980), paquebot de la Compagnie générale transatlantique, puis Lord Sinai (1980 - 1984), devenu Salem Express (1990 - 1991) : heurte des récifs au large de Safaga.
- MS Amadea (2006 - en service), paquebot de la Amadea Shipping Company utilisé par l'agence de voyage Phoenix Reisen, ex-Asuka (1991-2006) de Nippon Yusen.
- SS Amazone (1869 - 1898), paquebot de la Compagnie des messageries maritimes.
- SS Amazone (1903 - 1932), paquebot de la Compagnie des messageries maritimes.
- SS Amboise (1921 - 1935), paquebot de la Compagnie des messageries maritimes (ex prince Bismarck (1905).
- SS Ambriz (1873 - 1903), paquebot de la South African Steam Ship Company (1873 - 1896) et de la Cie Française Charbonnage et de la Batelage (1896 - 1903), ex-Asiatic (1871 - 1873) : échoué en 1903 à Madagascar.
- SS America (1920 - 1931), paquebot de l'USSB, ex-Amerika (1905 - 1914).
- SS America (1940 - 1964), paquebot de l'United States Lines, renommé Australis (1964 - 1978), puis à nouveau America (1978 - 1978), puis Italis (1978 - 1980), puis Noga (1980 - 1984), puis Alferdoss (1984 - 1994), puis American Star (1994 -1994) : échoué en 1994.
- SS American Star (1994 - 1994), ex-America (1940 - 1964), puis Australis (1964 - 1978), puis à nouveau America (1978 - 1978), puis Italis (1978 - 1980), puis Noga (1980 - 1984), puis Alferdoss (1984 - 1994) : échoué en 1994.
- MS Amerikanis (1967 - 2000), paquebot de la Chandris Line, ex-Kenya Castle de l'Union-Castle Line (1952 - 1967).
- SS Amerika (1905 - 1914), paquebot de la Hamburg America Line réquisitionné par les États-Unis et renommé America (1920 - 1931)
- SS Amérique (1873 - 1895), paquebot de la Compagnie générale transatlantique : échouement en Colombie, ex-Impératrice Eugénie (1865 - 1870), puis ex Atlantique (1870 - 1873).
- MS Amsterdam (2000 - en service), paquebot de la Holland America Line.
- MS Admiral Nakhimov
- SS Amiral Pierre (1922 - 1928), paquebot de la Compagnie des messageries maritimes.
- SS Anadyr (1874 - 1889), paquebot de la Compagnie des messageries maritimes.
- MS Ancerville (1962 - 1973), devenu Minghua (en 1973) devenu (à sec) centre commercial et de loisirs à Shekou, province de Guangdong Chine.
- Andalousie (1860), paquebot de la Compagnie des messageries maritimes radicalement modifié en cale sèche avant sa mise en service et renommé Donnai (1861 - 1889).
- Andalu (1958 - 1959), ex-Étienne de Flacourt, paquebot de la Compagnie des messageries maritimes (1926 - 1926), puis Gouverneur Général Piquet (1926 - 1934), Sargasse (1934 - 1936), La Marsa (1936 - 1942), Tivoli (1942 - 1943), Carlotta (1948 - 1955) et Anna Rose (1955 - 1958).
- SS Andes (1913 - 1952), paquebot de la compagnie britannique Royal Mail Steam Packet Company.
- SS Andes (1939 - 1971) paquebot de Royal Mail Steam Packet Company.
- SS André Lebon (1915 - 1952), paquebot de la Compagnie des messageries maritimes.
- SS Andrea Doria (1951 - 1956), paquebot de la Société Italienne de Navigation : abordage et naufrage entre Nantucket et New York le 25 juillet 1956.
- MS Angelina Lauro (1965 - 1979), paquebot de la Lauro Lines, anciennement MS Oranje (1939 - 1964) : détruit par un incendie le 30 mars 1979.
- SS Angers (1921 - 1938), paquebot de la Compagnie des messageries maritimes.
- SS Angkor (1921 - 1933), paquebot de la Compagnie des messageries maritimes, ex-Atlantique (1900 - 1921).
- SS Anglo-Saxon (1856 - 1863), paquebot de la Allan Line : naufrage dans le brouillard le 27 avril 1863, près de Cape Race sur l'île de Terre-Neuve en route vers Liverpool, 238 morts.
- SS Annam (1898 - 1917), paquebot de la Compagnie des messageries maritimes.
- SS Anna Rose (1955 - 1958) ex-Étienne de Flacourt, paquebot de la Compagnie des messageries maritimes (1926 - 1926), puis Gouverneur Général Piquet (1926-1934), Sargasse (1934-1936), La Marsa (1936 - 1942), Tivoli (1942-1943), Carlotta (1948-1955), devenu Andalu (1958 - 1959).
- SS Antilles (1913 - 1937), paquebot de la Compagnie générale transatlantique.
- SS Antilles (1953 - 1971), paquebot de la Compagnie générale transatlantique : heurt d'un récif près de l'ile Moustique dans les Caraïbes, suivi d'un incendie qui l'a détruit en 1971.
- SS Antinoüs (1923 - 1931), paquebot de la Compagnie des messageries maritimes.
- MV Aorangi (1924 - 1953), paquebot de l'Union Steam Ship Company de Nouvelle-Zélande.
- MS Apollon (1999 - 2003), paquebot des Royal Olympic Cruises.
- RMS Aquitania (1914-1950), paquebot de la Cunard Line (C. W. S.).
- SS Arabic (1921 - 1931), ex-Berlin (1909 - 1919).
- MS Aragon (1905 - 1917), torpillé et coulé en 1917 au large d'Alexandrie : 610 morts.
- RMS Araguaya (1906 - 1930), paquebot de la Royal Mail Steam Packet Company, devenu Kraljica Marija (1930 - 1940) de la Yugoslav Lloyd, yougoslave puis Savoie (1940 - 1942), paquebot de la Compagnie générale transatlantique. Coulé au large de Casablanca le 8 novembre 1942.
- MS Aramis (1932 - 1942), paquebot de la Compagnie des messageries maritimes, devenu Teia Maru, japonais (1942 - 1944) : torpillé par les Américains
- SS Arandora Star (1927 - 1940), paquebot de la Blue Star Line : torpillé en 1940.
- MS Arawa (1969 - 1971), paquebot de la Shaw Savill & Albion Line, ex-Arlanza (1960 - 1969) de la Royal Mail Steam Packet Company, devenu Hoegh Transit (1971 - 1981) de la Norwegian Leif Hoeg & Co.
- SS Arcadia (1954 - 1979), paquebot de la P&O.
- MS Arcadia (2005 - en service), paquebot de la P & O Cruises.
- SS Aréthuse (1864 - 1898), paquebot de la Compagnie des messageries maritimes.
- Argonaut (1893 -1918), paquebot de la Pacific Steam Navigation Company, devenu Orcana (1905-1906), puis Albingia (1906-1907), Grodno (1907-1916) et redevenu Albingia (1916-1918), torpillé le 5 juin 1918[1].
- MS Argentina (1938 - 1958), paquebot de la Moore-McCormack Steamship Lines, ex-Pennsylvania (1929 - 1938).
- MS Arkadia (1958 - 1966), ex-Monarch of Bermuda (1931 - 1947) puis ex-New Australia (1949 - 1957), démoli en 1966.
- RMS Arlanza (1912 - 1938), paquebot de la Royal Mail Lines.
- MS Arlanza (1960 - 1969) paquebot de la Royal Mail Lines, devenu Arawa (1969 - 1971) de la Shaw Savill & Albion Line, puis Hoegh Transit (1971 - 1981) de la Norwegian Leif Hoeg & Co.
- SS Armand Béhic (1892 - 1925), paquebot de la Compagnie des messageries maritimes.
- MSC Armonia (2001 - en service), paquebot de la MSC Croisières, ex-European vision (2001 - 2004), paquebot de la Festival Cruise Line.
- MS Arosa Sun (1955 - 1974), ex-Félix Roussel (paquebot) (1931 - 1955), paquebot de la Compagnie des messageries maritimes.
- MS Artemis (2005 - en service), paquebot de la P & O Cruises, ex-Royal Princess de Princess Cruises (1984 - 2005)
- RMS Arundel Castle (1921 - 1959), paquebot de l'Union-Castle Line, sister-ship du SS Windsor Castle (1922 - 1943).
- MS Asama Maru (1929 - 1944), paquebot de la Nippon Yusen Kaisha (N.Y.K.).
- MS Asia Star (1992 - en service), paquebot de la Celtic Pacific Ltd, ex- Radisson Diamond et Omar Star.
- SS Asiatic (1872 - 1873), paquebot-mixte de la White Star Line, devenu Ambriz pour la South African Steam Ship Company (1873 - 1896) puis la Cie Française Charbonnage et de la Batelage (1896 - 1903) : échoué à Madagascar en février 1903.
- SS Assyrian (1887 - 1902), paquebot de la Allan Line, ex-Assyrian Monarch (1880 - 1887) de la Monarch Line.
- SS Assyrian Monarch (1880 - 1887), paquebot de la Monarch Line devenu Assyrian (1887 - 1902) de la Allan Line.
- SS Astoria (1899 - 1908), paquebot de la Anchor Line, ex-Tainui (1884 - 1899) de la Shaw, Savill & Albion Line (a opéré en 1897 sous le nom de Covadonga de la Cia Trasatlantica) : arrêté en 1908 et démoli en 1910.
- SS Asturias (1907 - 1922) puis Arcadian (1922 - 1933), paquebot de la Royal Mail Lines, coulé pendant la Première Guerre mondiale.
- SS Asturias (1925 - 1957), paquebot de la Royal Mail Lines assurant la liaison entre Southampton et la côte est de l'Amérique du Sud, reconverti en croiseur auxiliaire pendant la Seconde Guerre mondiale puis en navire d'émigrants à destination de l'Australie de 1946 à 1952.
- Asuka (1991-2006) de Nippon Yusen, puis MS Amadea (2006 - en service), paquebot de la Amadea Shipping Company utilisé par l'agence de voyage Phoenix Reisen.
- SS Athenic (1902 - 1928), paquebot de la White Star Line devenu le Pelagos sous pavillon norvégien (1928 - 1962).
- SS Athos (1915 - 1917), paquebot de la Compagnie des messageries maritimes. Navire frère du SS Porthos (1914-1942).
- SS Athos II (en) (1927 - 1959), paquebot de la Compagnie des messageries maritimes.
- SS Atlantic (1871 - 1873), paquebot de la White Star Line : coulé après avoir heurté un rocher au large des côtes de la Nouvelle-Écosse le 1er avril 1873.
- SS Atlantica (1966 - 1968) grec, ex-Colombie (1931 - 1964), paquebot de la Compagnie générale transatlantique, puis Atlantic (1964 - 1966) grec
- Atlantique (1870 - 1873), paquebot de la Compagnie générale transatlantique, ex-Impératrice Eugénie (1865 - 1870), devenu Amérique (1873 - 1895) : perdu par échouement sur la côte colombienne le 28 janvier 1895.
- SS Atlantique (1900 - 1921), paquebot de la Compagnie des messageries maritimes, devenu Angkor (1921 - 1933), paquebot de la Compagnie des messageries maritimes.
- MS Augustus (1928 - 1944), paquebot de la Navigazione Generale Italiana : bombardé par les Alliés en 1944.
- MS Augustus (1952 - 1976), paquebot de l'Italian Line renommé Great Sea (1976 - 1980), Ocean King (1980 - 1983), Philippines (1983 - 1985), President (1985 - 1987), Asian Princess (1987 - 1999), de nos jours hôtel flottant sous le nom de Philippines.
- SS Aunis (1861 - 1882), paquebot de la Compagnie des messageries maritimes.
- MS Aurora (2000 - en service), paquebot de la P & O Cruises.
- SS Australasian (1857 - 1859), paquebot de la Allan Line vendu à la Cunard Line en gardant son nom (1859 - 1870), transformé et renommé Calabria (1870 - 1876) de la Cunard Line, puis de la Telegraph Construction & Maintenance Co. (1876 - 1898).
- SS Australien (1890 - 1918), paquebot de la Compagnie des messageries maritimes : torpillé par les Allemands .
- SS Austria (1857 - 1858), paquebot de l'HAPAG. Le Naufrage de l'Austria, le 13 septembre 1858.
- SS Austrian (1867 - 1907), paquebot de la Allan Line : démoli en 1907.
- SS Australis (1964 - 1978), anciennement America (1940 - 1964), renommé ensuite America (1978), puis Italis (1978 - 1980), puis Noga (1980 - 1984), puis Alferdoss (1984 - 1994), puis American Star (1994 - 1994) : échoué en 1994.
- SS Ava (1870 - 1900), paquebot de la Compagnie des messageries maritimes.
- SS Aviateur Roland Garros (1902 - 1931), paquebot de la Compagnie des messageries maritimes.
- MS Axel Johnson (1969 - 1990), devenu Costa Marina (1990 - 2011), devenu Harmony Princess (2011 - en service).
- Azamara Journey (2005 - en service), paquebot de Celebrity Cruises, ex- R Six (2000 - 2003), Blue Star (2003 - 2005) puis Blue Dream (2005 - 2007). Sister-ship du Azamara Quest.
- Azamara Quest (2007 - en service), paquebot de Celebrity Cruises, ex- R-Seven (2000 - 2003), Delphin Renaissance (2003 - 2006) puis Blue Moon (2006 - 2007). Sister-ship du Azamara Journey.
- SS Azay le Rideau (1922 - 1937), paquebot de la Compagnie des messageries maritimes, ex-General (1910 - 1922).

## B
- SS Bagdad (1895 - 1935), paquebot de la Compagnie des messageries maritimes.
- SS Balkan (1858 - 1874), paquebot de la Compagnie des messageries maritimes.
- MS Balmoral (1987 - en service), navire de croisière de la compagnie de croisière Fred Olsen Cruises.
- SS Baltic (1871 - 1889), paquebot de la White Star Line, devenu Veendam (1889 - 1898) pour la Holland America Line. Coulé le 6 février 1898 après avoir heurté une épave, aucune victime.
- RMS Baltic (1904 - 1933), paquebot de la White Star Line.
- SS Bastia (1881 - 1900), paquebot de la Compagnie générale transatlantique : échouement en Algérie en 1900.
- MS Batory (1935-1971), paquebot polonais de la Gdynia-America Line (HMS Batory avec la Royal Navy 1939-1946), ensuite rendu à la Pologne. Démoli à Hong Kong en 1971.
- SS Bavarian (1899 - 1905), paquebot de la Allan Line : naufrage à Wye Rock au large de Montréal le 3 novembre 1905.
- SS Béarn (1860 - 1865), paquebot de la Compagnie des messageries maritimes : naufrage au Brésil en 1865.
- SS Belgenland (1923 - 1935), paquebot de la Red Star Line, ex-Belgic (1917 - 1923), devenu Columbia (1935 - 1936). Démoli en 1936.
- SS Belgian (1864 - 1872), paquebot de la Allan Line, ex-Hammonia (1855 - 1864) de la Hamburg America Line, devenu Belgian (1872 - 1873), puis Missouri (1873 - 1873) de la Dominion Line : naufrage aux Bahamas le 1er octobre 1873.
- SS Belgic (1917 - 1923), paquebot de la White Star Line devenu Belgenland (1923 - 1935) puis Columbia (1935 - 1936). Démoli en 1936.
- RMS Berengaria (1919 - 1946), paquebot de la Cunard Line, ex-Imperator (1913 - 1919). Détruit par un incendie en 1938, démoli de 1938 à 1946.
- MS Bergensfjord (1956 - 1971), paquebot de la Norwegian America Line devenu De Grasse (1971 - 1973), puis Rasa Sayang (1973 - 1978), puis Golden Moon et à nouveau Rasa Sayang ; Détruit par un incendie en 1980.
- SS Berlin (1909 - 1920), paquebot de la Norddeutscher Lloyd devenu Arabic (1921 - 1931). Démoli en 1931.
- SS Berlin (1925 - 1957), paquebot de la Norddeutscher Lloyd devenu Admiral Nakhimov (1957 - 1986). Collision avec le vraquier Pyotr Vasyov en Russie, 423 morts sur les 1 234 passagers à bord.
- MS Bermuda Star (1984 - 1990), paquebot de la Bahama Cruise Line, ex-Veendam (1958 - 1974), devenu Brazil (1974), puis à nouveau Veendam (1975 - 1976), puis Monarch Star (1976 - 1978), puis à nouveau renommé Veendam (1978 - 1984), puis Enchanted Isles (1990 - 2003) et enfin renommé New Orleans (2003) pour être démoli à Alang.
- SS Bernardin de Saint Pierre (1926 - 1942), paquebot de la Compagnie des messageries maritimes, devenu Teibi Maru japonais (1942) : torpillé par les Américains.
- MS Bianca C. (1959 - 1961), paquebot de Costa Croisières, ex-La Marseillaise (1949 - 1957), puis Arosa-Sky (1957 - 1959). Coulé en octobre 1961 en rade de Grenade à la suite d'une explosion puis d'un incendie dans sa salle des machines.
- MS Big Boat (2003) : nom donné pour son voyage à la démolition à l'ex-Transvaal Castle (1961 - 1966), S.A. Vaal (1966 - 1977), Festivale (1977 - 1996), Island Breeze (1996 - 2000), Big Red Boat III (2000 - 2003), navire de croisière.
- MS Big Red Boat III (2000 - 2003), navire de croisière de la Premier Cruise Lines, ex-RMS Transvaal Castle (1961 - 1966), S.A. Vaal (1966 - 1977), Festivale (1977 - 1996), Island Breeze (1996 - 2000), devenu Big Boat (2003) pour son voyage pour la démolition.
- MS Birka Princess (1986 - 2006), paquebot de la Birka Line, devenu Sea Diamond (2006 - 2007). Coulé le 5 avril 2007 après s'être échoué sur l'île de Santorin en Grèce.
- MS Birka Queen (1991 - 1992), paquebot de la Birka Line, devenu Royal Majesty (1992 - 1997), puis Norwegian Majesty (1997 - 2009) et Louis Majesty (2009 - en service).
- MS Birka Queen (1992), paquebot de la Birka Line, ex-Royal Viking Sky (1973 - 1992), devenu Sunward (1992 - 1993), puis Golden Princess (1993 - 1997), puis Superstar Capricorn (1993 - 1996) de la Star Cruises, puis Hyundai Keumgang (1996 - 2001), puis à nouveau Superstar Capricorn (2001 - en service).
- SS Biskra (1916 - 1933), paquebot de la Compagnie générale transatlantique, ex-Asia (1915 - 1916).
- SS Bismarck (1914 - 1922), devenu Majestic (1922 - 1936) puis Caledonia (1936 - 1939) : coulé à la suite d'un incendie le 29 septembre 1939.
- MV Bloemfontein Castle (1950 - 1959), paquebot de l'Union-Castle Line renommé Patris (1959 - 1979), Mediterranean Island (1979 - 1981), Mediterranean Star (1981 - 1987).
- SS Bohemian (1859 - 1864), paquebot de la Allan Line : naufrage le 22 février 1864 sur Alden Rock au large de Cap Elizabeth lors d'un voyage de Liverpool à Portland, 20 morts.
- MS Bolero (1994 - 2006), paquebot de la Festival Cruise Line devenu Orient Queen (2006 - en service).
- SS Bosphore (1851 - 1866), paquebot de la Compagnie des messageries maritimes.
- SS Braemar (1868 - 1870), devenu Norway (1870 - 1873) de la Allan Line, puis Hoopoe (1873 - 1888) : coulé en 1888 par sa collision avec le Sir Galahad.
- MS Braemar (2001 - en service), paquebot de la compagnie norvégienne Fred. Olsen Cruise Lines, ex- Crown Dynasty (1993 - 2001). Sister-ship du Gemini.
- MS Braemar Castle (1899 - 1924), paquebot de l'Union-Castle Line.
- SS Brazza (1923 - 1940), paquebot mixte de la compagnie Chargeur Réunis. Torpillé par le sous-marin allemand U-37 le 28 mai 1940 au large du cap Finisterre : 400 morts sur 590 passagers.
- MS Brazil (1974), ex-Veendam (1958 - 1974), paquebot de la Bahama Cruise Line, redevenu Veendam (1975 - 1976), puis Monarch Star (1976 - 1978), puis à nouveau renommé Veendam (1978 - 1984), devenu Bermuda Star (1984 - 1990), puis Enchanted Isles (1990 - 2003) et enfin renommé New Orleans (2003) pour être détruit à Alang.
- SS Brazilian (1890 - 1910), paquebot de la Allan Line, devenu Corcovado (1910 - ? ).
- SS Bremen (1929 - 1941), paquebot de la Norddeutscher Lloyd, sister-ship de l’Europa. Détruit par un incendie en 1941.
- SS Bremen (1957 - 1980), paquebot de la Norddeutscher Lloyd, ancien Pasteur (1939 - 1957).
- SS Brésil (1889 - 1903), paquebot de la Compagnie des messageries maritimes, renommé Dumbéa pour cette même compagnie (1903 - 1928).
- SS Bretagne (1936 - 1939), paquebot de la Compagnie générale transatlantique, ex-Flandria (1922 - 1936) : torpillé par les Allemands au large de l'Angleterre en 1939.
- MS Bretagne (1951 - 1963), paquebot transatlantique de la compagnie Société Générale des Transports Maritimes, renommé Britanny en 1963.
- SS Britannic (1874 - 1903), paquebot de la White Star Line.
- HMHS Britannic (1914 - 1916), d'abord annoncé comme Gigantic : transformé en navire hôpital et coulé le 21 novembre 1916 par une mine en mer Égée, 33 morts. Paquebot de la White Star Line qui ne connut pas de service commercial.
- RMS Britannic (1930-1960), paquebot de la White Star Line.
- SS British Queen (1839 - 1841), paquebot de la British and American Steam Navigation Company cédé au gouvernement belge en 1840.
- MS Brittany (1963 - ? ), ex-Bretagne (1951 - 1963), paquebot de la Société générale des transports maritimes.
- SS Bruton (1923 - 1925), ex-Sicilian (1899 - 1923) : démoli en Italie en 1925.
- SS Buenos Ayrean (1879 - 1910), paquebot de la Allan Line : démoli en 1910.
- SS Bute (1865 - 1866), rebaptisé Princess Alice (1866 - 1878), paquebot de la London Steamboat Company. Naufrage à la suite d'une collision sur la Tamise le 3 septembre 1878.

## C
- SS Cachar (1889 - 1908), paquebot de la Compagnie Nationale de Navigation (1889 - 1904) puis de la Compagnie des messageries maritimes (1904 - 1908).
- SS Cacique (1865 - 1881), paquebot de la Compagnie des messageries maritimes, ex-Seine-et-Rhône (1855 - 1865).
- SS Caire (1843 - 1866), paquebot de l'Administration des Postes (1843 - 1855) puis de la Compagnie des messageries maritimes (1855 - 1866).
- SS Calabria (1870 - 1898) de la Cunard Line (1870 - 1976) puis de la Telegraph Construction & Maintenance Co., ex-Australasian (1857 - 1870).
- HMS Caledonia (1936 - 1939), ex-Bismarck (1914 - 1922), puis ex-Majestic (1922 - 1936) : coulé à la suite d'un incendie le 29 septembre 1939.
- SS Calédonien (1882 - 1917), paquebot de la Compagnie des messageries maritimes, heurte une mine en 1917
- MS Calédonien (1952 - 1972), paquebot de la Compagnie des messageries maritimes, devenu Nisos Kypros (1972 - 1975), puis Island of Cyprus (1975 - 1977)
- SS Calgarian (1913 - 1918), paquebot de la Allan Line, sister-ship de l’Alsatian, lors de la Première Guerre mondiale a été armé et a servi comme bateau de transport militaire, racheté en 1917 par la Canadian Pacific : torpillé et coulé le 1er mars 1918 par le sous-marin allemand U-19 au large de l'île de Rathlin, 49 morts.
- SS Calgaric (1927 - 1936, paquebot de la White Star Line, ex-Orca (1917 - 1927).
- SS California (1907 - 1917), paquebot de l'Anchor Line torpillé en 1917.
- SS California (1923 - 1943), paquebot de l'Anchor Line bombardé en 1943.
- SS Californian (1898 - 1901), ex-State of California (1891 - 1898), devenu Coamo (1901 - 1925) : échoué près de Portland le 25 février 1900 et renfloué : démoli en 1925.
- SS Californian (1902 - 1915), cargo-mixte de la Leyland Line. Torpillé pendant la Première Guerre mondiale le 9 novembre 1915.
- SS Calypso (1904 - 1914) et (1915 - 1916) de la Wilson Line, devenu HMS Calyx (1914 - 1915), redevenu Calypso (1915 - 1916) de la Wilson Line : torpillé en 1916 par le sous-marin allemand U-35 dans le détroit de Skagerrak, 31 morts.
- SS Cambodge (1862 - 1902), paquebot de la Compagnie des messageries maritimes.
- SS Cameronia (1921 - 1953), paquebot de l'Anchor Line, renommé Empire Clyde (1953 - 1957).
- SS Campana (1929 - 1983), paquebot de la Société Générale des Transports Maritimes (S.G.T.M.) (1929 - 1940), désarmé en Argentine de 1940 à 1943, devenu Rio Jachal (1943 - 1954), puis Irpinia (1955 - 1983).
- SS Canada (1875 - 1908), paquebot de la Compagnie générale transatlantique, ex-Panama (1866 - 1875).
- SS Canada (1912 - 1952), paquebot de la Compagnie Cyprien Fabre. Transformé deux fois en navire hôpital lors des deux guerres mondiales. Vendu pour démolition en Angleterre en 1952[2].
- SS Canadian (1854 - 1857), paquebot de la Allan Line, a servi de transport de troupe lors de la guerre de Crimée en 1854 : naufrage le 1er juin 1857 près de Québec.
- SS Canadian (1859 - 1861), paquebot de la Allan Line : coulé le 4 juin 1861 après avoir percuté des blocs de glace dans les détroits de Belle Isle en route de Québec à Liverpool.
- SS Canadian (1872 - 1903), paquebot de la Allan Line.
- SS Cao-Bang (1902 - 1906, paquebot de la Compagnie Nationale de Navigation (1902 - 1904 puis de la Compagnie des messageries maritimes (1904 - 1906) : échoué en 1906
- SS Cap Arcona paquebot allemand de la compagnie H. S. : coulé le 3 mai 1945, avec deux autres navires, par l'aviation britannique alors qu’il transporte des milliers de déportés sortis du camp de concentration de Neuengamme.
- SS Cap Vilano (1906 - 1917), paquebot de la Hamburg America Süd Linie, devenu Sobral (1917 - 1924) puis Général Metzinger (1924 - 1940).
- MS Cape Town Castle (1938 - 1967), paquebot de l'Union-Castle Line.
- SS Capitole (1854 - 1873), paquebot de la Compagnie des messageries maritimes.
- SS Caraïbe (1864 - 1882), paquebot de la Compagnie générale transatlantique, ex-Marie Stuart (1856 - 1864).
- SS Caravelle (1908 - 1927), paquebot de la Compagnie générale transatlantique, ex-Dora (1904 - 1908).
- MS Carla C. (1967 - 1986), ex-Flandre (1952 - 1967), devenu Carla Costa (1986 - 1992), puis Pallas Athena (1992 - 1994) : naufrage à la suite d'un incendie en 1994.
- MS Carla Costa (1986 - 1992), ex-Flandre (1952-1967), puis Carla C. (1967 - 1986), devenu Pallas Athena (1992 - 1994) : naufrage à la suite d'un incendie en 1994.
- SS Carlotta (1948 - 1955), ex-Étienne de Flacourt (1926 - 1926), puis Gouverneur Général Piquet (1926 - 1934), Sargasse (1934-1936), La Marsa (1936 - 1942), Tivoli (1942 - 1943), devenu Anna Rose (1955 - 1958) et Andalu (1958 - 1959).
- SS Carmel (1855 - 1876), paquebot de la Compagnie des messageries maritimes.
- SS Carnivale (1976 - 1993), ex-Empress of Britain (1955 - 1964), puis ex-Queen Anna Maria (1964 - 1976), puis ex-Fiesta Marina (1993 - 1994), devenu Olympic (1994 - 1997) et Topaz (1997 - 2008).
- MS Carnival Conquest (2007 - en service) de la compagnie Carnival Cruise Lines.
- MS Carnival Destiny (1996 - en service) de la compagnie Carnival Cruise Lines.
- MS Carnival Ecstasy (1991 - en service) de la compagnie Carnival Cruise Lines.
- MS Carnival Elation (1998 - en service) de la compagnie Carnival Cruise Lines.
- MS Carnival Fantasy (1990 - en service) de la compagnie Carnival Cruise Lines.
- MS Carnival Fascination (1994 - en service) de la compagnie Carnival Cruise Lines.
- MS Carnival Freedom (2007 - en service) de la compagnie Carnival Cruise Lines.
- MS Carnival Glory (2003 - en service) de la compagnie Carnival Cruise Lines.
- MS Carnival Imagination (1995 - en service) de la compagnie Carnival Cruise Lines.
- MS Carnival Inspiration (1996 - en service) de la compagnie Carnival Cruise Lines.
- MS Carnival Legend (2002 - en service) de la compagnie Carnival Cruise Lines.
- MS Carnival Liberty (2005 - en service) de la compagnie Carnival Cruise Lines.
- MS Carnival Miracle (2001 - en service) de la compagnie Carnival Cruise Lines.
- MS Carnival Paradise (1998 - en service) de la compagnie Carnival Cruise Lines.
- MS Carnival Pride (2001 - en service) de la compagnie Carnival Cruise Lines.
- MS Carnival Sensation (1993 - en service) de la compagnie Carnival Cruise Lines.
- MS Carnival Spirit (2001 - en service) de la compagnie Carnival Cruise Lines.
- MS Carnival Splendor (2008 - en service) de la compagnie Carnival Cruise Lines.
- MS Carnival Triumph (1999 - en service) de la compagnie Carnival Cruise Lines.
- MS Carnival Valor (2004 - en service) de la compagnie Carnival Cruise Lines.
- MS Carnival Victory (1999 - en service) de la compagnie Carnival Cruise Lines.
- RMS Caronia (1948 - 1974), paquebot de la Cunard Line.
- MS Caronia (1999 - 2005), paquebot de la Cunard Line.
- RMS Carpathia (1903 - 1918), paquebot de la Cunard Line : torpillé en 1918.
- SS Carthage (1910 - 1915), paquebot de la Compagnie générale transatlantique : torpillé par les Allemands en mer Égée en 1915.
- SS Carthaginian (1884 - 1917), paquebot de la Allan Line : miné et coulé en 1917 au large de l'île Inishtrahull (Irlande).
- SS Caspian (1870 - 1897), paquebot de la Allan Line, démoli en 1897.
- SS Castillian (1899), paquebot de la Allan Line : naufrage le 11 mars 1899 dans la baie de Fundy (Canada).
- SS Caucase (1910 - 1923), paquebot de la Compagnie des messageries maritimes.
- RMS Cedric (1902 - 1932), paquebot de la White Star Line.
- MS Celebrity Century (2008 - en service), paquebot de Celebrity Cruises, ex- Century (1995 - 2008).
- MS Celebrity Constellation (2007 - en service), paquebot de Celebrity Cruises, ex- Constellation (2002 - 2007).
- MS Celebrity Eclipse (2010 - en service), paquebot de Celebrity Cruises.
- MS Celebrity Equinox (2009 - en service), paquebot de Celebrity Cruises.
- MS Celebrity Galaxy (1996 - 2009), paquebot de Celebrity Cruises. Devenu Mein Schiff (2009 - en service).
- MS Celebrity Horizon (1990 - 2005), paquebot de Celebrity Cruises. Devenu MV Horizon (2005 - en service) de Croisières de France.
- MS Celebrity Infinity (2007 - en service), paquebot de Celebrity Cruises, ex- Infinity (2001 - 2007).
- MS Celebrity Mercury (1997 - 2011), paquebot de Celebrity Cruises. Devenu Mein Schiff 2 (2011 - en service).
- MS Celebrity Meridian (1990 - 1997), paquebot de Celebrity Cruises. Brulé et coulé à Malacca le 21 mai 1999.
- MS Celebrity Millennium (2008 - en service), paquebot de Celebrity Cruises, ex- Millennium (2000 - 2008).
- MS Celebrity Reflection (2012 - en service), paquebot de Celebrity Cruises.
- MS Celebrity Silhouette (2011 - en service), paquebot de Celebrity Cruises.
- MS Celebrity Solstice (2008 - en service), paquebot de Celebrity Cruises.
- MS Celebrity Summit (2008 - en service), paquebot de Celebrity Cruises, ex- Summit (2001 - 2008).
- MS Celebrity Xpedition (2001 - en service), paquebot de Celebrity Cruises.
- MS Celebrity Zenith (1992 - 2007), paquebot de Celebrity Cruises. Devenu MV Zenith (2007 - 2014).
- SS Celtic (1872 - 1898), paquebot de la White Star Line.
- RMS Celtic (1901 - 1928), paquebot de la White Star Line qui s'échoua en 1928.
- SS Céphée (1921 - 1935), paquebot de la Compagnie des messageries maritimes.
- SS Céphise (1857 - 1863), paquebot de la Compagnie des messageries maritimes.
- SS Ceramic (1913 - 1942), paquebot de la White Star Line, torpillé en 1942.
- SS Chambord (1922 - 1932), paquebot de la Compagnie des messageries maritimes.
- SS Champlain (1932 - 1940), paquebot de la Compagnie générale transatlantique : miné dans la rade de La Pallice en 1940.
- SS Champollion (1925 - 1952), paquebot de la Compagnie des messageries maritimes : échouement à Beyrouth au Liban en 1952.
- SS Changchow (1950 - 1952), paquebot de la Compagnie des messageries maritimes, renommé Resurgent (1952 - 1981).
- SS Chantilly (1923 - 1951), paquebot de la Compagnie des messageries maritimes.
- SS Charente (1889 - 1911), paquebot de la Compagnie des messageries maritimes.
- SS Charles Quint (1880 - 1888), paquebot de la Compagnie générale transatlantique : abordage par le Ville de Brest au large de la Tunisie en 1888.
- SS Charles Roux (1909 - 1936), paquebot de la Compagnie générale transatlantique
- MS Charles Tellier (1962 - 1967), paquebot de la Compagnie des messageries maritimes, devenu Le Havre Abeto (1967-1984).
- SS Cheliff (1855 - 1875), paquebot de la Compagnie des messageries maritimes
- SS Chenonceaux (1927 - 1943), paquebot de la Compagnie des messageries maritimes : sabordage à Marseille en 1943.
- SS Chicago (1908 - 1934), paquebot de la Compagnie générale transatlantique : abordage dans le port de Saint-Nazaire en 1934.
- MS Chichibu Maru (v. 1930 - 1938), devenu Titibu Maru (1938 - 1939), puis Kamkura Maru (1939 - ? ).
- SS Chili (1895 - 1927), paquebot de la Compagnie des messageries maritimes.
- SS Chitral (1925 - 1953), paquebot de la Peninsular and Oriental Steam Navigation Company.
- MS Chungking (1950 - 1952), paquebot de la Compagnie des messageries maritimes, renommé Retainer (1952 - 1980).
- SS Circassian (1872 - 1896), paquebot de la Allan Line, démoli en 1896.
- SS City of Berlin (1873 - 1893) paquebot de l'Inman Line, renommé Berlin (1893 - 1898) puis Meade (1898 - 1908) : incendié en 1906 et démoli en 1921.
- SS City of Brussels (1869 - 1883), paquebot de l'Inman Line, abordé par un cargo en 1883.
- SS City of New York (1888 - 1892), paquebot de l'Inman Line, renommé New York (1892 - 1923), sert épisodiquement comme USS Harvard (1898) et USS Plattsburg (1917 - 1919) en temps de guerre.
- SS City of Paris (1889 - 1893), paquebot de l'Inman Line, renommé Paris (1893 - 1899) puis Philadelphia (1899 - 1923), sert épisodiquement sous les noms d'USS Yale (189) et USS Harrisburg (1918 - 1919) en temps de guerre.
- SS City of Rome (1881 - 1902), paquebot de l'Inman Line (1881 - 1882), vendu à l'Anchor Line (1882 - 1902).
- SS Claude Chappe (1925 - 1939), paquebot de la Compagnie des messageries maritimes.
- SS Clyde (1855 - 1880), paquebot de la Compagnie des messageries maritimes.
- SS Columbia (1935 - 1936), paquebot de la Panama Pacific Line, ex-Belgic (1917 - 1923), ex-Belgenland (1923 - 1935).
- SS Coamo (1901 - 1925), ex-State of California (1891 - 1898), puis ex-Californian (1898 - 1901).
- SS Colombie' (1874 - 1887), paquebot de la Compagnie générale transatlantique, ex-Floride (1862 - 1874).
- SS Colombie (1931 - 1964), paquebot de la Compagnie générale transatlantique, devenu Atlantic (1964 - 1966), puis Atlantica (1966 - 1968).
- SS Colombo (1882 - 1910), paquebot de la Compagnie Nationale de Navigation (1882 - 1904) puis de la Compagnie des messageries maritimes.
- MS Commandant Quéré (1948 - 1967), paquebot de la Compagnie générale transatlantique, devenu CGTM (1969 - 1983), puis Golden Vergina (1983-2000), puis Express Naias (2000-2002).
- SS Comorin (1925 - 1941) : détruit par incendie le 6 avril 1941 (20 morts), l'incendie n'ayant pu être maitrisé il a été bombardé et coulé par le destroyer américain HMS Lincoln.
- SS Compiègne (1923 - 1954), paquebot de la Compagnie des messageries maritimes
- MS Comté de Nice (1966 - 1969), paquebot de la Compagnie générale transatlantique, puis de la Compagnie Générale Transméditerranéenne (1969 - 1976), puis de la Société Nationale Maritime Corse-Méditerranée (SNCM) (1976 - 1982), puis renommé Naias II (1983 - 1999) et enfin renommé Express Naias (1999 - ? )
- SS Congo (1878 - 1913), paquebot de la Compagnie des messageries maritimes
- SS Conte Biancamano (1925 - 1960), paquebot de l'Italian Line et de ses filiales. Provisoirement renommé USS Hermitage par l'US Navy de 1941 à 1946
- SS Conte di Savoia (1932 - 1943), paquebot de l'Italian Line coulé en 1943
- SS Copernic (1865 - 1889), paquebot de la Compagnie des messageries maritimes, ex-Copernicus (1862 - 1865).
- MS Coral Princess (2001 - en service), paquebot de la Princess Cruises.
- SS Corcovado (1910 - ?), paquebot brésilien, ex- SS Brazilian (1890 - 1910).
- SS Cordillère (1896 - 1925), paquebot de la Compagnie des messageries maritimes.
- SS Corean (1881 - 1908), paquebot de la Allan Line.
- SS Corinthian 1870 (1870 - 1881), paquebot de la Allan Line, ex-Damas (1856 - 1870) de la Cunard Line, devenu Genoa (1881 - 1883), G. Lanza (1883 - 1885), Giuseppe Garibaldi (1885 - 1886), Foulazi Osmani (1886 - 1901), Sakariha (1901 - 1912).
- SS Corinthian (1900 - 1918), paquebot de la Allan Line puis sous le même nom, de la Canadian Pacific Line (1917) : naufrage le 14 décembre 1918 dans la baie de Fundy au Canada.
- SS Corinthic (1902 - 1931), paquebot-mixte de la White Star Line.
- MS Corse (1966 - 1969), paquebot de la Compagnie générale transatlantique. Heurte des rochers et fait naufrage près de l'île de Paros en Grèce en 1969.
- SS Corsican (1907 - 1922), paquebot de la Allan Line, puis sous le même nom, de la Canadian Pacific Line (1917), renommé Marvale (1922 - 1923) : naufrage le 21 mai 1923 près de Cape Race sur l'île de Terre-Neuve.
- Costa Allegra (1969-2012), paquebot de croisière de la compagnie Costa Croisières (1988-2012) détruit en 2012 à Aliağa
- MS Costa Atlantica (2000 - en service), paquebot de Costa Croisières.
- MS Costa Classica (1991 - en service), paquebot de Costa Croisières.
- MS Costa Concordia (2006 - 2012), paquebot de Costa Croisières, s'échoue au large de la Toscane à l'entrée du port de l'île de Giglio le 13 janvier 2012. Alors qu'il y avait 4 229 personnes à son bord, au moins 12 personnes perdent la vie et 14 sont blessées.
- MS Costa Europa (2002 - avril 2010), paquebot de Costa Croisières, ex-Homeric (1986-1988), ex-MS Westerdam (1988-2002), devenu MS Thomson Dream (depuis avril 2010).
- MS Costa Fortuna (2003 - en service), paquebot de Costa Croisières.
- MS Costa Magica (2003 - en service), paquebot de Costa Croisières.
- MS Costa Marina (1990 - en service), paquebot de Costa Croisières, ex-Axel Johnson (1962-1990).
- MS Costa Mediterranea (2003 - en service), paquebot de Costa Croisières.
- MS Costa Romantica (1993 - en service), paquebot de Costa Croisières.
- MS Costa Serena (2007 - en service), paquebot de Costa Croisières.
- MS Costa Tropicale (2001 - en service), paquebot de Costa Croisières.
- MS Costa Victoria (1996 - en service), paquebot de Costa Croisières.
- SS Cristoforo Colombo (1953 - 1982), paquebot de l'Italian Line, sister-ship de l’Andrea Doria (de 1953 à 1977) vendu au Venezuela et utilisé comme logement pour ouvriers jusqu'à sa démolition.
- MS Crown Dynasty (1993 - 2001), paquebot de la Commodore Cruises Line, devenu Braemar (2001 - en service). Sister-ship du Gemini.
- SS Cuba (1923 - 1945), paquebot de la Compagnie générale transatlantique : torpillé par les Allemands dans la Manche en 1945.
- MS Cunard Adventurer (1971 - 1977), paquebot de la Cunard Line, devenu le Sunward II (1977 - ?).
- MS Cunard Ambassador (1972-1984), navire de croisière de la compagnie Cunard Line (1972-1974) détruit en 1984 à Kaohsiung
- MS Cunard Conquest (1975 - 1976), paquebot de la Cunard Line devenu Cunard Princess (1976 - 1995), puis Rhapsody (1995 - 2009, parfois appelé commercialement MSC Rhapsody), et Golden Iris (2009 - en service)
- MS Cunard Countess (1976-2014), navire de croisière de la compagnie Cunard Line (1976-1996) détruit en 2014 à Aliağa à la suite d'un incendie
- MS Cunard Princess (1975 - 1995), paquebot de la Cunard Line, ex-Cunard Conquest (1975 - 1976), renommé Rhapsody (1995 - 2009, parfois appelé commercialement MSC Rhapsody), et Golden Iris (2009 - en service).
- SS Cydnus (1856 - 1875), paquebot de la Compagnie des messageries maritimes.
- SS Cygnet (1872 - 1893), paquebot de la Cork Steam Ship Co., ex-Sweden (1869 - 1872) de la Allan Line : détruit le 20 octobre 1893 près de Waasa en Finlande.
- SS Cymric (1898 - 1916), paquebot de la White Star Line, torpillé par le sous-marin allemand U-20 le 8 mai 1916 près de Fastnet Rock en Irlande, 5 morts.
- MS Cyrnos (1939 - 1966), paquebot de la Compagnie générale transatlantique.

## D
- MS ''D'Artagnan'' (1925 - 1942), paquebot de la Compagnie des messageries maritimes ; réquisitionné par le Japon et renommé Teiko Maru : torpillé par le sous-marin américain USS Puffer près des îles Natuna (mer de Chine du Sud) en 1944.
- SS Dakota (1905 - 1907), paquebot de la Great Northern Steamship Company : heurt de récif au large de Yokohama en 1907.
- MS Dalmacija (1965-2009), navire de croisière de la compagnie Jadrolinija Cruises détruit en 2009 à Alang
- SS Damascus (1856 - 1870), paquebot de la Cunard Line, devenu Corinthian (1870 - 1881), devenu Genoa (1881 - 1883), G. Lanza (1883 - 1885), Giuseppe Garibaldi (1885 - 1886), Foulazi Osmani (1886 - 1901), Sakariha (1901 - 1912).
- MS Danae (1974 - 1985), paquebot de la Karras Cruise, ex-Port Melbourne (1955 - 1974), renommé Princess Danae (1985 - en service).
- SS Danube (1855 - 1878), paquebot de la Compagnie des messageries maritimes.
- SS Danube (1904 - 1923), paquebot de la Compagnie des messageries maritimes, ex-Bombay (1889 - 1904).
- MS Daphné (1955-2014), navire de croisière de la compagnie Costa Croisières (1979-1996) détruit en 2014 à Alang
- SS Darien (1866 - 1870), paquebot de la Compagnie générale transatlantique : échouement dans l'estuaire du Mississippi (fleuve).
- SS De Grasse (1924 - 1953), paquebot de la Compagnie générale transatlantique, devenu Empress of Australia, puis Venezuela (1956 - 1962) : échouement en baie de Cannes le 16 mars 1962.
- MS De Grasse (1971 - 1973), paquebot de la Compagnie générale transatlantique, ex-Bergensfjord (1956 - 1971), devenu Rasa Sayang (1973 - 1978), puis Golden Moon (1978 - 1979) puis à nouveau Rasa Sayang (1979 - 1980) : incendie à Perama, Grèce.
- SS De la Salle, paquebot de la Compagnie générale transatlantique (1921 - 1943).
- SS Delphi (1968 - 1974) grec, ex-Ferdinand de Lesseps, paquebot de la Compagnie des messageries maritimes (1952 - 1968), devenu La Perla (1974 - 1980), La Palma (1980 - 2003), Sagar (2003) et Alma (2003).
- MS Delphin (1975 - en service), paquebot de Costa Croisières.
- MS Dempo (1931 - 1944), paquebot de la Rotterdam Lloyd : coulé en 1944.
- SS Delaware (1865 - 1884) de la Richardson, Spence & Co., Liverpool, devenu Norwegian (1884 - 1903).
- SS Delta (1865 - 1891), paquebot de la Compagnie des messageries maritimes : heurta une épave en 1891.
- SS Deutschland, paquebot de la HAPAG (Hamburg Amerika Linie) (1900 - 1910), renommé Viktoria Luise (1910 - 1921) puis Hansa (1921 - 1925)
- SS Deutschland (1923 - 1945), paquebot de la HAPAG (Hamburg Amerika Linie) : bombardé pendant la Seconde Guerre mondiale en 1945.
- MS Devonshire (1939 - 1962) paquebot de la Bibby Line, devenu Devonia (1962 - 1967). A servi de transport de troupe lors de la Seconde Guerre mondiale.
- SS Diamant (1875), paquebot de la Allan Line, ex-John Bell (1854 - 1858), a servi de transport de troupes de la Compagnie des Indes orientales lors de la mutinerie indienne en 1858, ex-Saint Patrick (1858 - 1875).
- MS Le Diamant (2004 - en service) paquebot de la Compagnie des Îles du Ponant.
- MS Disney Dream (2011 - en service), paquebot de la Disney Cruise Line.
- MS Disney Fantasy (2012 - en service), paquebot de la Disney Cruise Line.
- MS Disney Magic (1998 - en service), paquebot de la Disney Cruise Line.
- MS Disney Wonder (1999 - en service), paquebot de la Disney Cruise Line.
- SS Djemnah (1875 - 1918), paquebot de la Compagnie des messageries maritimes : torpillé le 14 juillet 1918 (548 morts).
- SS Djenné (1931 - 1964), paquebot de la compagnie Paquet.
- SS Donnaï (1862 - 1887), paquebot de la Compagnie des messageries maritimes, devenu cargo (1887-1888).
- SS Dordogne (1889 - 1911), paquebot de la Compagnie des messageries maritimes.
- SS Dora (1904 - 1908), devenu Caravelle (1908 - 1927), paquebot de la Compagnie générale transatlantique.
- SS Doric (1923 - 1935), paquebot de la White Star Line.
- MS Dreamward (1992 - 1998), paquebot de la Norwegian Cruise Line.
- SS Dresden (1897-1915), paquebot de la Great Eastern Railway
- SS Drotningholm (1920 - 1951) de la Swedish America Line, ex-Virginian (1904 - 1920), devenu Homeland (1951 - 1955) : démoli à Trieste en Italie en 1955.
- SS Drummond Castle (1881 - 1896), paquebot de l'Union-Castle Line coulé le 16 juin 1896 après avoir heurté des rochers.
- SS Duc d'Aumale (1913 - 1950), paquebot de la Compagnie générale transatlantique.
- SS Duc de Bragance (1889 - 1921), paquebot de la Compagnie générale transatlantique.
- SS Duchess of Atholl (1928 - 1942), paquebot de la Canadian Pacific Steamships Ltd : torpillé le 10 octobre 1942 par le sous-marin allemand U-178 à 200 miles de l'Île de l'Ascension, 5 morts.
- SS Duchess of Bedford (1928 - 1947), paquebot de la Canadian Pacific Steamships Ltd, renommé Empress of France (1948 - 1960).
- SS Duchess of Richmond (1929 - 1947), paquebot de la Canadian Pacific Steamships Ltd, renommé Empress of Canada (1947 - 1953) : incendie et naufrage en 1953.
- SS Duchess of York (1929 - 1943), paquebot de la Canadian Pacific Steamships Ltd : bombardé en 1943.
- SS Duilio (1923 - 1944), paquebot de la Navigazione Generale Italiana (1923 - 1932), de l'Italian Line (1932 - 1936), de la Lloyd Triestino (1936 - 1942), puis de la Croix-Rouge (1942 - 1944) : bombardé en 1944.
- SS Dumbéa (1903 - 1928), paquebot de la Compagnie des messageries maritimes, ex SS Brésil (1889 - 1903)
- SS Dumont d'Urville (1930 - 1935), paquebot de la Compagnie des messageries maritimes, ex-Hermelin (1918 - 1927), ex-Saint François Xavier (1927 - 1929), ex-Gia Long (1929 - 1930), renommé Joan Moller (1935 - 1941) puis Gyoyu Maru (1941 - 1944) : torpillé en 1944.
- MS Dunnottar Castle (1936 - 1958), paquebot de l'Union-Castle Line, renommé MS Victoria (1958 - 2004).
- HMS Dunvegan Castle (1936 - 1940), paquebot de l'Union-Castle Line : torpillé par le sous-marin allemand U-46 en 1940.
- SS Dupleix (1862 - 1888), paquebot de la Compagnie des messageries maritimes.
- SS Dupleix (1897 - 1928), paquebot de la Compagnie des messageries maritimes.
- MS Durban Castle (1938 - 1962), paquebot de l'Union-Castle Line.

## E
- SS Ebre (1869 - 1893), paquebot de la Compagnie des messageries maritimes.
- SS Edinburgh Castle (1948 - 1976) paquebot de l'Union-Castle Line.
- SS Egyptus (1843 - 1858), paquebot de l'Administration des Postes (1843 - 1851) puis de la Compagnie des messageries maritimes (1851 - 1858) : naufrage à Keransund en mer Noire (Turquie) en 1858.
- SS El Kantara (1905 - 1926), paquebot de la Compagnie des messageries maritimes.
- SS Emirne (1864 - 1884), paquebot de la Compagnie des messageries maritimes.
- MS Empire Halladale (1922 - 1956) paquebot de la Hamburg South American Line. A servi de transport de troupe lors de la Seconde Guerre mondiale.
- MS Empire Fowey (1945 - 1960) paquebot de la P&O, ex-Potsdam (1935 - 1945), devenu Safina-e-Hujjaj (1960 - 1976). A servi de transport de troupe lors de la Seconde Guerre mondiale.
- MS Empire Orwell (1936 - 1958), devenu un navire hôpital lors de la Seconde Guerre mondiale, devenu Gunung Djati (1958 - 1987).
- HMT Empire Windrush ou MV Empire Windrush (1945 - 1954), paquebot de la New Zealand Shipping Co, ancien Mona Rosa (1930 - 1945) capturé (prise de guerre) en mai 1945 vers Kiel par les Britanniques et rebaptisé Empire Windrush.
- MS Empress of Australia (1922 - 1952), paquebot de la Canadian Pacific Steamship Company (CPSC), ex-Tirpitz (1919 - 1922) et Empress of China (1921 - 1922).
- MS Empress of Australia (1953 - 1956), paquebot de la Canadian Pacific Steamship Company (CPSC), ex-De Grasse (1924 - 1953), devenu Venezuela (1956-1962) : échouement en baie de Cannes le 16 mars 1962.
- RMS Empress of Britain (1906 - 1923), paquebot de la Canadian Pacific Steamship Company (CPSC), renommé Montroyal (1924 - 1930).
- RMS Empress of Britain (1931 - 1940), paquebot de la Canadian Pacific Steamship Company (CPSC), torpillé en 1940.
- RMS Empress of Britain (1955 - 1964) paquebot de la Canadian Pacific Steamship Company (CPSC), devenu Queen Anna Maria (1964 - 1976), puis Carnivale (1976 - 1993), puis Fiesta Marina (1993 - 1994), puis Olympic (1994 - 1997) et Topaz (1997 - 2008).
- SS Empress of Canada (1922 - 1943), paquebot de la Canadian Pacific Steamship Company (CPSC) : torpillé en 1943.
- SS Empress of Canada (1947 - 1953), paquebot de la Canadian Pacific Steamship Company (CPSC), ex-Duchess of Richmond (1928 - 1947) : incendié en 1953.
- SS Empress of Canada (1961 - 1972) paquebot de la Canadian Pacific Steamship Company (CPSC), renommé Mardi Gras (1972 - 1993), puis Olympic, Star Of Texas, Lucky Star et Apollon (1993 - 2003). Démoli en 2003.
- RMS Empress of China (1921 - 1922), paquebot de la Canadian Pacific Steamship Company (CPSC), ex-Tirpitz (1919 - 1922), renommé Empress of Australia (1922 - 1952).
- RMS Empress of France (1919 - 1934), paquebot de la Canadian Pacific Steamship Company (CPSC), ex-Alsatian (1913 - 1919).
- SS Empress of France (1948 - 1960), ex-Duchess of Bedford (1928 - 1947), paquebot de la Canadian Pacific Steamship Company (CPSC).
- RMS Empress of Ireland (1906 - 1914), paquebot de la Canadian Pacific Steamship Company (CPSC) : abordage puis naufrage dans l'estuaire du Saint Laurent au Canada le 29 mai 1914, 1 012 morts.
- RMS Empress of Scotland (1921 - 1930), paquebot de la Canadian Pacific Steamship Company (CPSC), ex-Kaiserin Auguste Victoria(1906 - 1920). Démoli en 1930.
- MS Enchanted Isles (1990 - 2003), paquebot de la Commodore Cruise Line, ex-Veendam (1958 - 1974), devenu Brazil (1974 - 1974), puis à nouveau Veendam (1975 - 1976), puis Monarch Star (1976 - 1978), puis à nouveau renommé Veendam (1978 - 1984), devenu Bermuda Star (1984 - 1990) et enfin renommé New Orleans (2003) pour être détruit à Alang.
- SS Équateur (1875 - 1922), paquebot de la Compagnie des messageries maritimes.
- SS Eridan (1866 - 1905), paquebot de la Compagnie des messageries maritimes.
- SS Eridan (1929 - 1956), paquebot de la Compagnie des messageries maritimes.
- SS Ernest Simons (1894 - 1917), paquebot de la Compagnie des messageries maritimes.
- SS Erymanthe (1862 - 1895), paquebot de la Compagnie des messageries maritimes, devenu Compagnie de navigation mixte (1895-1898) : abordage puis échouement en 1895.
- SS Esmeralda (1906 - 1908), paquebot de la Compagnie des messageries maritimes, ancien Iraouaddy (1873 - 1906).

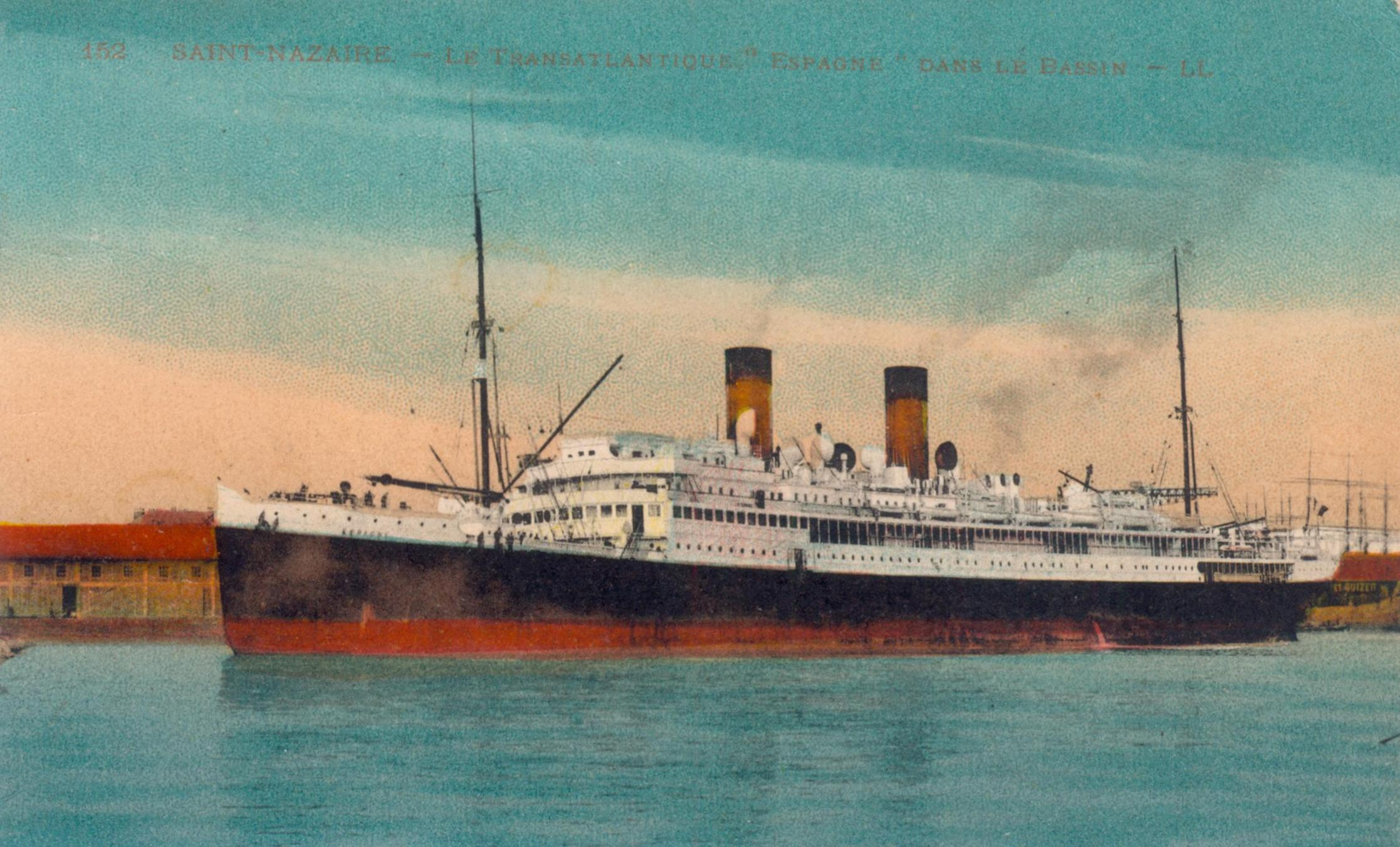
Une carte postale du paquebot Espagne à Saint-Nazaire

- SS Espagne (1910 - 1934), paquebot de la Compagnie générale transatlantique détruit en 1934 à Saint-Nazaire
- SS Estramadure (1860 - 1870), paquebot de la Compagnie des messageries maritimes, devenu Mendoza (1872 - 1891).
- SS Étienne de Flacourt (1926), paquebot de la Compagnie des messageries maritimes, devenu Gouverneur Général Piquet (1926 - 1934), Sargasse (1934 - 1936), La Marsa (1936 - 1942), Tivoli (1942 - 1943), Carlotta (1948 - 1955), Anna Rose (1955 - 1958) et Andalu (1958 - 1959).
- SS Eugène Péreire (1888 - 1929), paquebot de la Compagnie générale transatlantique.
- SS Euphrate (1854 - 1884), paquebot de la Compagnie des messageries maritimes.
- SS Euphrate (1905 - 1915), paquebot de la Compagnie des messageries maritimes : échouement sur l'ile de Socotra en mer Rouge en 1915.
- SS Europa (1930 - 1950), devenu Liberté (1950 - 1962), sister-ship du SS Bremen (1929 - 1941).
- MS Europa (1965 - 1981), ex-Kunghsolm (1954 - 1965), devenu Colombus C (1981 - 1985).
- SS Europe (1865 - 1874), paquebot de la Compagnie générale transatlantique : sombre en Atlantique nord en 1874.
- SS European (1869 - 1872), paquebot de la Allan Line revendu à la Hughes Line en 1872, ex-William Penn (1866 - 1869).
- MS European Stars (2001 - 2003), paquebot de la Festival Cruise Line, devenu par vente aux enchères MSC Sinfonia de la MSC Croisières (2003 - en service).
- MS European Vision (2001 - 2004), paquebot de la Festival Cruise Line, devenu par vente aux enchères MSC Armonia (2004 - en service) de la MSC Croisières.
- SS Eurotas (1836 - 1854), paquebot de l'Administration des Postes (1836 - 1851) puis de la Compagnie des messageries maritimes (1851 - 1854): naufrage devant Alexandrie en Égypte en 1854.
- SS Evangeline (1927 - 1964), devenu SS Yarmouth Castel. Il sombre entre Miami et les Bahamas en novembre 1965 à la suite d'un incendie. 91 victimes dont 2 membres d'équipage.
- SS Explorateur Grandidier (1926 - 1943), paquebot de la Compagnie des messageries maritimes : sabordé par les Allemands à Marseille en 1944.
- MS Express Naias (2000 - 2002), ex-Comté de Nice (1966 - 1983), puis Golden Vergina (1983 - 2000).

## F

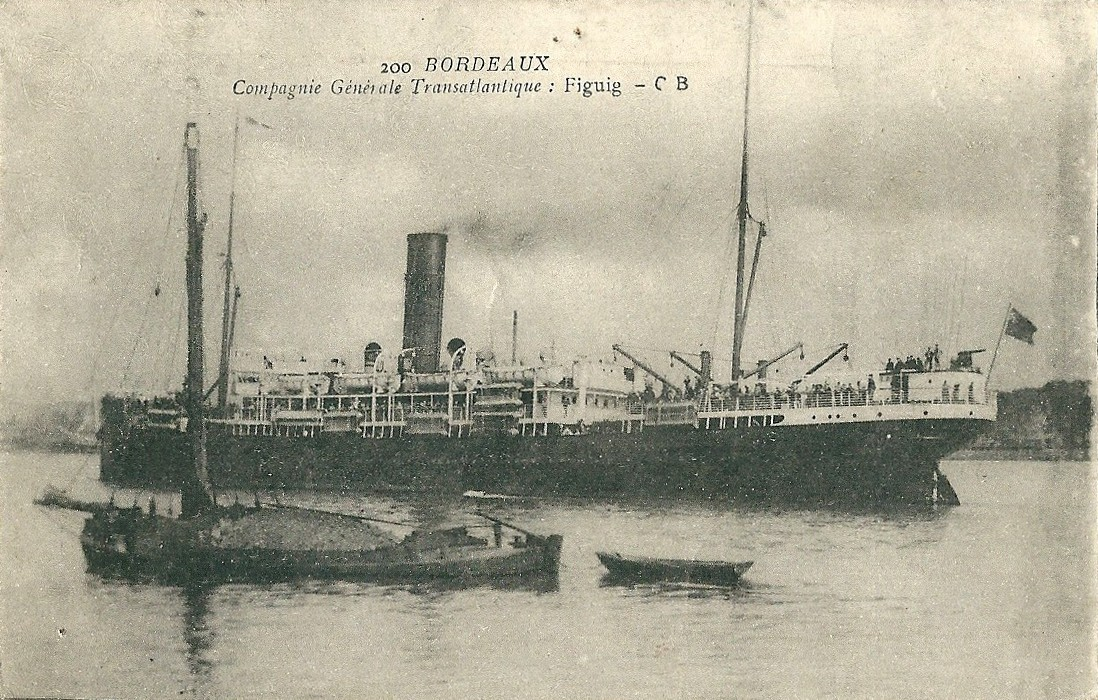
Le Figuig à Bordeaux, avant 1919

- SS Fairsky (1958 - 1977), paquebot de la Sitmar Line, ex-Steel Artisan (1941), utilisé à des fins militaires comme USS Barnes (1942) et HMS Attacker (1942 - 1945), renommé Castel Forte (1950 - 1958)
- TTS Fairstar (1964 - 1997), paquebot de la Bibby Line, ancien transport de troupes sous le nom d’Oxfordshire (1957 - 1964)
- MSC Fantasia (2008 - en service), MSC Croisières
- SS Frederico C (1958 - 1983), de Costa Croisières, devenu Royale (1983), Starship Royale (1983 - 1988) puis Seabreeze (1988 - 2000)
- MS Félix Roussel (1931 - 1955), paquebot de la Compagnie des messageries maritimes, devenu Arosa-Sun (1955 - 1960), puis reconverti en hôtel flottant jusqu'en 1974
- SS Ferdinand de Lesseps (1879 - 1911), paquebot de la Compagnie générale transatlantique, ex-Stadt Hararlem (1875 - 1879), puis Ville de Madrid (1879 - 1879)
- MS Ferdinand de Lesseps (1952 - 1968), paquebot de la Compagnie des messageries maritimes, devenu Delphi (1968 - 1974), puis La Perla (1974 - 1980), La Palma (1980 - 2003), Sagar (2003) et Alma (2003).
- MS Festivale (1977 - 1996) de la Carnival Cruise Lines, ex-Transvaal Castle (1961 - 1966) et S.A. Vaal (1966 - 1977), devenu Island Breeze (1996 - 2000), Big Red Boat III (2000 - 2003), et enfin Big Boat (2003) : nom donné pour son voyage à la démolition
- SS Fiesta Marina (1993 - 1994), ex-Empress of Britain (1955 - 1964), puis ex-Queen Anna Maria (1964 - 1976), puis ex-Carnivale (1976 - 1993), puis Olympic (1994 - 1997) et Topaz (1997 - 2008)
- SS Figuig (1916 - 1934), paquebot de la Compagnie générale transatlantique, ex-Grantala (1904 - 1916)
- MS Flamenco (1998 - 2006), paquebot de la Festival Cruise Line, devenu New Flamenco (2006 - en service)
- SS Flandre (1914 - 1940), paquebot de la Compagnie générale transatlantique : coulé par une mine allemande à l'entrée de la Gironde
- MS Flandre (1952 - 1967), paquebot de la Compagnie générale transatlantique, devenu Carla C. (1967 - 1986), puis Carla Costa (1986 - 1992), puis Pallas Athena (1992 - 1994) : détruit par un incendie en 1994
- SS Flandria (1922 - 1936), paquebot de la Koninklijke Hollandsche Lloyd renommé Bretagne (1936 - 1939)
- SS Floride (1862 - 1874), paquebot de la Compagnie générale transatlantique, devenu Colombie (1874 - 1897)
- SS Fontainebleau (1924 - 1926), paquebot de la Compagnie des messageries maritimes : incendie à Djibouti en 1926.
- SS Foulazi Osmani (1886 - 1901), paquebot turc, ex-Damascus (1856 - 1870), ex-Corinthian (1870 - 1881), ex-Genoa (1881 - 1883), ex-G. Lanza (1883 - 1885), ex-Giuseppe Garibaldi (1885 - 1886), devenu Sakariha (1901 - 1912).
- SS Fournel (1880 - 1916), paquebot de la Compagnie générale transatlantique : coulé par les Allemands au large de Minorque.
- SS France (1864 - 1910), paquebot de la Compagnie générale transatlantique
- SS France (1912 - 1934), paquebot de la Compagnie générale transatlantique
- SS France (1960 - 1979), paquebot de la Compagnie générale transatlantique, devenu Norway (1979 - 2006) puis Blue Lady (2006 - 2007)
- SS Fred Scamaroni (1948 - 1953), paquebot de la Compagnie générale transatlantique, ex-Kong Dag. (1923 - 1948)
- SS Fred Scamaroni (1966 - 1980), de la Compagnie générale transatlantique, devenu Lord Sinai (1980 - 1984), puis Al Tabra (1984 - 1990) et enfin Salem Express (1990 - 1991) : heurte des récifs au large de Safaga en 1991
- SS Frédéric Frank (1912 - 1917), paquebot de la Compagnie générale transatlantique : échouement près de Plogoff en Bretagne en 1917.
- MS Freedom of the Seas (2006 - en service), paquebot de la Royal Caribbean Cruise Line
- MS Fulvia (1969 - 1970), paquebot de Costa Croisières, ex-Oslofjord (1949 - 1969). Naufrage en juillet 1970.

## G
- MV Galapagos Explorer II, paquebot de la Elegant Cruises & Tours Inc.
- MV Galapagos Legend, paquebot de la Elegant Cruises & Tours Inc.
- SS Galileo Galilei (1963 - 1984), paquebot de la Lloyd Triestino puis de l'Italia Crociere, renommé Galileo (1984 - 1990), puis Meridian (1990 - 1997), Sun Vista (1997 - 1999) : naufrage à la suite d'un incendie en 1999.
- SS Galileo (1984 - 1990), paquebot de la Chandris Line, ex-Galileo Galilei (1963 - 1984), renommé Meridian (1990 - 1997) puis Sun Vista (1997 - 1999) : naufrage après un incendie en 1999.
- SS Gallia (1878 - 1900), paquebot de la Cunard Line, devenu provisoirement Alvaro de Bazan (1896 - 1896), redevenu Gallia (1896 - 1900) : échouement en 1899 près de Sorel-Tracy au Canada, récupéré et finalement démoli à Cherbourg en 1900.
- SS Gallia (1913 - 1916), paquebot de la Compagnie de Navigation Atlantique : coulé par une torpille du sous-marin allemand U-35 entre les côtes de Sardaigne et la Tunisie le 4 octobre 1916.
- SS Gambie (1872 - 1873), paquebot de la Compagnie des messageries maritimes, ex-Guienne (1860 - 1872) : échoué en 1873.
- SS Gange (1854 - 1887), paquebot de la Compagnie des messageries maritimes, ex-Black Swan.
- SS Gange (1906 - 1917), paquebot de la Compagnie des messageries maritimes : coulé après avoir heurté une mine en 1917.
- SS Gascogne (1949 - 1955), paquebot de la Compagnie générale transatlantique (1949 - 1952) puis de la Compagnie des messageries maritimes (1952 - 1955), ex-George Washington (1926 - 1949)
- MS Gemini (2009 - en service), paquebot du Quail Travel Group. Sister-ship du MS Braemar. Ex- MS Crown Jewel (1992 - 1993), ex- MS Cunard Crown Jewel (1993 - 1995), ex- MS Superstar Gemini (1995 - 2009), MS Vision Star (2009 - 2009).
- SS Général (1910 - 1922), paquebot de la Deutsche Ost-Afrika Linie renommé Azay le Rideau (1922 - 1937)
- SS Général Chanzy (1892 - 1910), paquebot de la Compagnie générale transatlantique : coulé après avoir heurté des rochers à Minorque dans l'archipel des Baléares le 10 février 1910, 155 morts.
- SS Général Duchesne (1922 - 1932), paquebot de la Compagnie des messageries maritimes, ex-Schleswig (1902 - 1922)
- SS Général Leclerc (1951 - 1971), paquebot mixte de la Compagnie des Chargeurs réunis, sisters ships : SS Foch, SS Fabre[3].
- MS Général Mangin (1952 - ? ), paquebot de la Compagnie Cyprien Fabre[4],[5].
- SS Général Metzinger (1924 - 1940), paquebot de la Compagnie des messageries maritimes, ex-Cap Vilano (1906 - 1917) puis Sobral (1917 - 1924)
- SS General von Steuben (1930 - 1938), paquebot de la Norddeutscher Lloyd, ex-München (1923 - 1930) renommé Steuben (1938 - 1945) : coulé par le sous-marin soviétique S-13 en 1945.
- SS Général Voyron (1921 - 1933), paquebot de la Compagnie des messageries maritimes, ex-Prinzessin (1904 - 1921)
- SS Genoa (1881 - 1883), ex-Damascus (1856 - 1870), puis ex-Corinthian (1870 - 1881), devenu SS G. Lanza (1883 - 1885), Giuseppe Garibaldi (1885 - 1886), Foulazi Osmani (1886 - 1901), Sakariha (1901 - 1912), démoli en 1912.
- SS George Washington (1909 - 1951), paquebot de la Norddeutscher Lloyd (1909 - 1917) puis de l'United States Mail Steamship Company (1921) et de l'United States Lines (1921 - 1931). Connut de nombreux usages militaires.
- MS Georges Philipar (1930 - 1932), paquebot de la Compagnie des messageries maritimes : sombra le 17 mai 1932 à la suite d'un incendie qui coûta la vie au journaliste Albert Londres.
- SS Georgia (1873), devenu State of Georgia (1873 - 1896), paquebot de la Allan Line (1873 - 1893), puis de la Aberdeen Line (1893 - 1896) : disparu en mer en 1896 sur la route de Dantzig à Halifax, 32 morts.
- RMS Georgic (1932 - 1956), paquebot de la White Star Line
- SS Germany (1866 - 1872), paquebot lancé en 1866 par la National Line et acquis la même année par la Allan Line : naufrage près de Bordeaux le 12 décembre 1872, 30 morts.
- RMS Gigantic, possible nom original du Britannic (1915 - 1916) qui ne servit qu'en tant que navire hôpital : coulé le 21 novembre 1916 par une mine en mer Égée.
- SS Gironde (1869 - 1906), paquebot de la Compagnie des messageries maritimes
- SS Giulio Cesare (1922 - 1944), paquebot de la Navigazione Generale Italiana : bombardé à Trieste en 1944.
- MS Giulio Cesare (1951 - 1973), paquebot de l'Italian Line
- SS Giuseppe Garibaldi (1885 - 1886), paquebot italien, ex-Damascus (1856 - 1870), ex-Corinthian (1870 - 1881), ex-Genoa (1881 - 1883), ex-G. Lanza (1883 - 1885), devenu Foulazi Osmani (1886 - 1901), Sakariha (1901 - 1912).
- SS Gneisenau (1935 - 1940), paquebot de la Norddeutscher Lloyd, coulé en 1940.
- SS Godavery (1863 - 1898), paquebot de la Compagnie des messageries maritimes
- MS Golden Princess (1993 - 1997), ex-Royal Viking Sky (1973 - 1992), Birka Queen II (1992), puis Sunward (1992 - 1993), devenu Superstar Capricorn (1993 - 1996), puis Hyundai Keumgang (1996 - 2001), puis à nouveau Superstar Capricorn (2001 - en service).
- SS Gothic (1947 - 1969), paquebot mixte de la Shaw, Savill & Albion Steamship Co. : converti en 1952 en yacht royal pour le couronnement d'Élisabeth II
- SS Gouverneur général Chanzy (1922 - 1963), paquebot de la Compagnie générale transatlantique provisoirement saisi par l(Allemagne et l'Italie sous les noms de Giessen et Nicostra.
- SS Gouverneur général de Gueydon (1923 - 1942), paquebot de la Compagnie générale transatlantique : saisi puis sabordé par les Allemands en 1944.
- SS Gouverneur général Grévy (1922 - 1943), paquebot de la Compagnie générale transatlantique : saisi par l'Allemagne et transformé en hôtel flottant avant d'être sabordé en 1944.
- SS Gouverneur général Jonnart (1922 - 1944), paquebot de la Compagnie générale transatlantique : saisi par l'Allemagne en 1944 puis sabordé la même année.
- SS Gouverneur général Piquet (1926 - 1934), ex-Étienne de Flacourt (1926-1926), paquebot de la Compagnie des messageries maritimes, devenu Sargasse (1934 - 1936), La Marsa (1936 - 1942), Tivoli (1942-1943), Carlotta (1948 - 1955), Anna Rose (1955 - 1958) et Andalu (1958 - 1959)
- MS Goya (1940 - 1945) : saisi par l'armée allemande, coulé en mer Baltique par le sous-marin russe L3 dans la nuit du 16 avril au 17 avril 1945, 7 000 morts, 172 rescapés.
- SS Grampian (1907 - 1925), paquebot de la Allan Line : ravagé par un incendie à Anvers au cours de sa refonte en 1921, abandonné aux souscripteurs, démoli en 1925.
- MS Grand Mistral (2001 - en service) de la Iberojet, ex-Mistral (1999 - 2001), paquebot de la Festival Cruise Line : échouement aux alentours de la Guadeloupe le 20 février 2001.
- SS Great Britain (1843 - 1846), paquebot de la Great Western Steamship Company : échoué en 1846, converti en entrepôt puis en musée.
- SS Great Eastern (1858 - 1889), exploité par la Great Western Steamsip Company, il fut le premier paquebot géant et le plus grand navire jamais construit à son époque.
- SS Great Western (1837 - 1857), paquebot de la Great Western Steamship Company ; démoli en 1857.
- SS Grecian (1879 - 1902), paquebot de la Allan Line : a sauvés des survivants de la collision entre le Cromartyshire et La Bourgogne le 4 juillet 1898 qui a causé 500 morts, a fait naufrage le 8 février 1902 près d'Halifax au Canada, aucun mort.
- SS Grecian Monarch (1882 - 1887) de la Monarch Line, devenu Pomeranian (1887 - 1918) : torpillé en 1918 près de Portland Bill (pointe sud de l'Île de Portland) en Grande-Bretagne, 45 morts.
- MS Gripsholm (1924 - 1954), paquebot de la Swedish America Line, renommé Berlin (1954 - 1966) : démoli en 1966 à La Spezia.
- MS Gripsholm (1957 - 1975), paquebot de la Swedish America Line, renommé Navarino (1975 - 1984), puis Regent Sea (1984 - 1997), puis Sea (1997 - 2001) : coulé en 2001
- MS Gripsholm (1996 - 1997) de la Transocean Tours, ex-Sagafjord (1983 - 1984) puis Saga Rose (1996 - 2009) : démoli en 2010
- Grodno (1907-1916), ex Argonaut (1893 -1918), paquebot de la Pacific Steam Navigation Company, ex Orcana (1905-1906), ex Albingia (1906-1907), redevenu Albingia (1916-1918), torpillé le 5 juin 1918[1].
- SS Guadeloupe (1870 - 1889), paquebot de la Compagnie générale transatlantique
- SS Guadeloupe (1907 - 1915), paquebot de la Compagnie générale transatlantique
- SS Guadeloupe (1929 - 1936), paquebot de la Compagnie générale transatlantique
- SS Guglielmo Marconi (1961 - 1983), paquebot de Costa Croisières devenu Costa Riviera (1983 - 2001)
- SS Guienne (1860 - 1872), paquebot de la Compagnie des messageries maritimes renommé Gambie (1872 - 1873) : échouement en 1873.
- SS Guyane (1865 - 1980), paquebot de la Compagnie générale transatlantique

## H
- SS Haïti (1914 - 1929), paquebot de la Compagnie générale transatlantique, renommé Marrakech (1929 - 1950)
- SS Hamburg (1900 - 1917), paquebot de la HAPAG, réquisitionné par les États-Unis sous le nom d'USS Powhatan, puis de New Rochelle (1920 - 1921), de Hudson (1921 - 1922) puis de President Fillimore (1922 - 1928)
- SS Hamburg (1926 - 1945), paquebot de la HAPAG coulé en 1945. Remis à flot par les Soviétiques en 1950 sous le nom de Yuri Dolgoruki (1950 - 1971)
- SS Hamburg (1969 - 1973), paquebot de la German Atlantic Line renommé Hanseatic (1973 - 1974), puis Maxim Gorkiy (1974 - 2009)
- SS Hanoverian (1882 - 1885), paquebot de la Allan Line : naufrage le 2 septembre 1885 à St. Mary's Bay sur la côte de Terre-Neuve
- SS Hansa (1921 - 1925), ex-Deutschland (1900 - 1910) et ex-Viktoria Luise (1910 - 1921)
- MS Hanseatic (1958 - 1966), ex-Shalom. Incendié à New York le 7 septembre 1966 puis a regagné Hambourg où il a été déclaré irréparable.
- MS Hanseatic (1973 - 1974), paquebot de la German Atlantic Line, ex-Hamburg (1969 - 1973), renommé Maxim Gorkiy (1974 - 2009)
- MS Hanseatic (1997) (1997 - en service), paquebot de la Hapag-Lloyd Tours, ex-Society Adventurer de la Discoverer Rederei (1991 - 1997)
- SS Haverford (1901 - 1924), paquebot de l'American Line, prêté à la White Star Line (1921 - 1922) et démoli en 1925
- SS Hesperian (1907 - 1915), paquebot de la Allan Line : torpillé par le sous-marin allemand U-20 en 1915 au large de Fastnet Rock en Irlande, 32 morts.
- SS Hibernian (1861 - 1901), paquebot de la Allan Line : retiré du service en 1900 et démoli en Allemagne en 1901.
- SS Himalaya (1854 - 1940), paquebot de la Peninsular and Oriental Steam Navigation Company revendu au gouvernement britannique avant sa mise en service. Utilisé comme transport de troupes, puis comme dépôt de charbon sous le nom de C60. Bombardé par les Allemands en 1940.
- MS Hoegh Transit (1971 - 1981), paquebot de la Norwegian Leif Hoeg & Co., ex-Arlanza (1960 - 1969), ex-Arawa (1969 - 1971)
- MS Holiday (1985 - en service) paquebot de la compagnie Carnival Cruise Lines
- SS Homeland (1951 - 1955) de la Home Line, ex-Virginian (1904 - 1920), paquebot de la Allan Line (1904 - 1917), puis de la Canadian Pacific Line (1917 - 1920), puis Drotningholm (1920 - 1951) : démoli à Trieste en Italie en 1955.
- RMS Homeric (1922 - 1935), paquebot de la White Star Line, à l'origine construit comme paquebot allemand (Columbus)
- MS Homeric (1986 - 1988), devenu MS Westerdam (1988 - 2002), MS Costa Europa (2002 - avril 2010), MS Thomson Dream (depuis avril 2010).
- SS Hoopoe (1873 - 1888) de la Cork Steam Ship Co, ex-Braemar (1868 - 1870), devenu Norway (1870 - 1873) de la Allan Line : coulé en 1888 par sa collision avec le Sir Galahad.
- SS Hungarian (1858 - 1860), paquebot de la Allan Line : naufrage en 1860 au large de Île de Sable (Canada) (Nouvelle-Écosse) en route vers Liverpool, 237 morts.
- MS Hyundai Keumgang (1996 - 2001) de la Hyundai Merchant Marine Co Ltd, ex-Royal Viking Sky (1973 - 1992), puis Birka Queen II (1992), devenu Sunward (1992 - 1993), puis Golden Princess (1993 - 1997), puis Superstar Capricorn (1993 - 1996), redevenu à nouveau Superstar Capricorn (2001 - en service).

## I
- SS Iberia (1954 - 1972), paquebot de la Peninsular and Oriental Steam Navigation Company
- SS Île-de-France (1926 - 1959), paquebot de la Compagnie générale transatlantique
- SS Imperator (1913 - 1921), paquebot de la HAPAG devenu Berengaria (1921 - 1938) à la suite de la Première Guerre mondiale.
- SS Impératrice Eugénie (1865 - 1870), paquebot de la Compagnie générale transatlantique, devenu Atlantique (1870 - 1874) puis Amérique (1874 - 1895) : perdu par échouement sur la côte colombienne le 28 janvier 1895.
- MS Imperial Bahama (1964 - 1965), paquebot reconverti en hôtel, ex-Kungsholm (1928 - 1942), John Ericsson (1942 - 1947), Italia (1948 - 1964)
- SS Independence (1951 - 1974) paquebot des United States Lines, devenu Oceanic Independence (1974 - en service).
- SS Indian (1854 - 1859), paquebot de la Allan Line : naufrage le 21 novembre 1859 près du cape Race en route de Liverpool à Portland, 27 morts.
- SS Infante Dom Henrique (1961 - 1975), paquebot de la Companhia Colonial de Navegacao, devenu bateau-hôtel (1975 à 1988), a repris du service sous le nom de Vasco da Gama (1986 - 1997), puis Seawind Crown (1997 - 2002).
- SS Ionian (1901 - 1917), paquebot de la Allan Line puis, sous le même nom, de la Canadian Pacific Line en 1917, a servi de transport de troupes en 1914 : coulé par des mines en 1917 au large de Milford Haven au Pays de Galles, 7 morts.
- SS Isaac Péreire (1880 - 1906), paquebot de la Compagnie générale transatlantique
- SS Island Breeze (1996 - 2000) de la Dolphin Cruise Lines, ex-Transvaal Castle (1961 - 1966), S.A. Vaal (1966 - 1977), Festivale (1977 - 1996), devenu Big Red Boat III (2000 - 2003) puis Big Boat (2003) : nom donné pour son voyage à la démolition
- MS Island Princess (2003 - en service), paquebot de Princess Cruises
- SS Ismir (1893 - 1912) du gouvernement turc, ex-State of Indiana (1874 - 1893), paquebot de la Allan Line : coulé en 1912 par les turcs pour bloquer le port de Smyrne.

## J
- SS Jean Laborde (1931 - 1948), paquebot de la Compagnie des messageries maritimes.
- MS Jean Laborde (1953 - 1970), paquebot de la Compagnie des messageries maritimes, renommé Mykinai (1970 - 1971), puis Ancona (1971 - 1974), puis Eastern Princess (1974 - 1976), puis Oceanos (1976 - 1991) : naufrage en 1991.
- MS Jean Mermoz (1957 - 1965), paquebot de la compagnie Fabre Fraissinet, renommé Mermoz (1965 - 1998), puis Serenade (1998 - 2008)
- MS Johan van Oldenbarnevelt (1930 - 1963), paquebot de la Netherland Line, renommé TSMS Lakonia (1963 - 1964) : incendié en 1964.
- SS John Bell (1854 - 1858), paquebot de la Allan Line, a servi de transport de troupes de la Compagnie des Indes orientales lors de la mutinerie indienne en 1858, devenu Saint Patrick (1858 - 1875), puis Diamant (1875), revendu aux Italiens en 1875.
- MS John Ericsson (1942 - 1947), paquebot des United States Lines ex-Kungsholm (1928 - 1941), renommé MS Italia (1948 - 1964), puis MS Imperial Bahama (1964 - 1965)
- MS Jubilee (1986 - 2004), paquebot de Carnival Cruise Lines, renommé Pacific Sun (2004 - en service)
- SS Jura (1854 - 1864), paquebot de la Cunard Line (1854 - 1861), racheté par la Allan Line (1861 - 1864) : naufrage le 3 novembre 1864 à l'entrée de la rivière Mersey, Liverpool.
- MS Justicia (1917 - 1918), paquebot de la White Star Line ex-Statendam (1914 - 1916) : torpillé en 1918, n'a jamais connu de service commercial.

## K
- SS Kai-Dinh, paquebot de la Compagnie des messageries maritimes, ex-Emperor Alexander II (1913 - 1917), puis Republikatec (1917 - 1919), puis Lamartine (1919 - 1938). Bombardé en 1942.
- SS Kaiser Wilhelm II (1903 - 1917), paquebot de la Norddeutscher Lloyd : réquisitionné par les Américains sous le nom d'USS Agamemnon (1917 - 1927) puis Monticello (1927 - 1940) : détruit en 1940 sans avoir repris de service actif.
- SS Kaiser Wilhelm der Grosse (1897 - 1914), paquebot de la Norddeutscher Lloyd : sabordé lors de la Première Guerre mondiale.
- SS Kaiserin Auguste Victoria (1906 - 1919), paquebot de la HAPAG puis de la Cunard (1920), renommé Empress of Scotland (1921 - 1930)
- MS Kamakura Maru (1939 - 1943), paquebot de la Nippon Yusen Kaisha (N.Y.K.), ex-Chichibu Maru (1930 - 1938) puis ex-Titibu Maru (1938 - 1939) : torpillé en 1943
- MS Karnak (1898 - 1916), paquebot de la Compagnie des messageries maritimes : torpillé en 1916.
- SS Kenya Castle (1952 - 2001) paquebot de l'Union-Castle Line
- SS Kiautschou (1900 - 1904), paquebot de la HAPAG, renommé Princess Alice (1904 - 1914), Princess Maitoka (1914 - 1922), President Arthur (1922 - 1926) et City of Honolulu (1926 - 1930) : incendié en 1930.
- SS König Albert (1899 - 1915), paquebot de la Norddeutscher Lloyd renommé Fernando Palaciano (1915 - 1923) puis Italia (1923 - 1929)
- SS Königin Luise (1896 - 1919), paquebot de la Norddeutscher Lloyd puis de l'Orient Steam Navigation Company, renommé Omar (1921 - 1924) et Edison (1924 - 1935)
- SS Kościuszko (1930 - 1939), paquebot de la Polish Transatlantic Ship Association, ex-Tsarina (1915 - 1921), puis Lituania (1921 - 1930). Renommé ORP Gdynia (1939 - 1945), puis Empire Helford (1946 - 1949)
- SS Kraljica Marija (1930 - 1940) paquebot de la Yugoslav Lloyd, yougoslave, ex-Araguaya (1906 - 1930) devenu Savoie (1940 - 1942). Coulé au large de Casablanca le 8 novembre 1942.
- SS Kronprinz Wilhelm (1901 - 1915), paquebot de la Norddeutscher Lloyd : réquisitionné par les Américains sous le nom d'USS Baron Von Steuben (1915 - 1923).
- SS Kronprinzessin Cecilie (1907 - 1917), paquebot de la Norddeutscher Lloyd : réquisitionné par les Américains sous le nom d'USS Mount Vernon (1917 - 1940).
- SS Kroonland (1902 - 1927), paquebot de la Red Star Line (1902 - 1914), de l'American Line (1914 - 1915), de la Panama Pacific Line (1915) et à nouveau de l'American Line (1915 - 1917)
- MS Kungsholm (1928 - 1941), paquebot de la Swedish American Line réquisitionné par les États-Unis sous le nom d'USAT John Ericsson (1942 - 1947), puis Italia (1948 - 1964) et comme hôtel flottant sous le nom d’Imperial Bahama (1964 - 1965)
- MS Kungsholm (1953 - 1965), paquebot de la Swedish American Line, renommé Europa (1965 - 1981) puis Columbus C. (1981 - 1985)
- MS Kungsholm (1965-1979), paquebot de la Swedish American Line (1965 - 1975), puis de la Flagship Cruises (1975 - 1978), puis de la P&O (1978 - 1979). Renommé Sea Princess (1975 - 1995), |Victoria (1995 - 2002), Mona Lisa (2002 - 2007), Oceanic II (2007 - 2008) puis à nouveau Mona Lisa (2008 - en service).

## L
- SS L'Aquitaine (1899 - 1906), paquebot de la Compagnie des messageries maritimes, ex-Normannia (1890 - 1897), puis Patriota (1897 - 1899)
- SS Atlantic (1964 - 1966) grec, ex-Colombie (1931 - 1964), paquebot de la Compagnie générale transatlantique, devenu Atlantica (1966 - 1968)
- SS L'Atlantique (1931 - 1933), paquebot de la compagnie de navigation Sud-Atlantique : incendié en 1933, démoli en 1936.
- MS La Belle de l'Adriatique (2008 - en service), paquebot de la compagnie CroisiEurope
- SS La Bourdonnais (1863 - 1896), paquebot de la Compagnie des messageries maritimes
- SS La Bourdonnais (1920 - 1934), paquebot de la Compagnie générale transatlantique
- MS La Bourdonnais (1953 - 1968), paquebot de la Compagnie des messageries maritimes renommé Knossos (1968 - 1976) : incendie en mai 1976.
- SS La Bourgogne (1886 - 1898), paquebot de la Compagnie générale transatlantique : collision avec le Cromartyshire le 4 juillet 1898, 500 morts.
- SS La Bretagne (1886 - 1923), paquebot de la Compagnie générale transatlantique : coulé en décembre 1923.
- SS La Champagne (1886 - 1915), paquebot de la Compagnie générale transatlantique : échoué par une tempête le 28 mai 1915 à Saint-Nazaire.
- SS La Corse (1881 - 1906), paquebot de la Compagnie générale transatlantique
- SS La Dives (1915 - 1918), paquebot de la Compagnie générale transatlantique
- SS La Gascogne (1886 - 1912), paquebot de la Compagnie générale transatlantique
- SS La Lorraine (1899 - 1922), paquebot de la Compagnie générale transatlantique
- SS La Marsa (1936 - 1942), paquebot de la Compagnie France Navigation (1936 - 1939) puis de la Compagnie Franco Tunisienne Cottaropoulos (1939 - 1942), ex-Étienne de Flacourt (1926), puis Gouverneur Général Piquet (1926 - 1934), Sargasse (1934 - 1936), devenu Tivoli (1942 - 1943), Carlotta (1948 - 1955), Anna Rose (1955 - 1958) et Andalu (1958 - 1959)
- MS La Marseillaise (1944 - 1957), paquebot de la Compagnie des messageries maritimes, renommé Arosa Sky (1957 - 1959) puis Bianca C. (1959 - 1961) : incendie en 1961.
- SS La Navarre (1893 - 1925), paquebot de la Compagnie générale transatlantique
- SS La Normandie (1883 - 1912), paquebot de la Compagnie générale transatlantique
- SS La Palma (1980 - 2003), paquebot de Intercruise, ex-La Perla (1974 - 1980), ex-Delphi (1968 - 1974) et Ferdinand de Lesseps (1952 - 1968), devenu Sagar (2003) et Alma (2003).
- SS La Perla (1974 - 1980), paquebot de Perlus Cruising, ex-Delphi (1968 - 1974) et Ferdinand de Lesseps (1952 - 1968), devenu La Palma (1980 - 2003), Sagar (2003), puis Alma (2003).
- SS La Provence (1906 - 1916) : transformé en transport de troupes et renommé Provence II (car il existait déjà alors un cuirassé français Provence pendant la Première Guerre mondiale) : coulé le 26 février 1916 par le sous-marin allemand U-35, au cap Matapan, 930 morts.
- SS La Savoie (1901 - 1927), paquebot de la Compagnie générale transatlantique
- SS La Touraine (1891 - 1923), paquebot de la Compagnie générale transatlantique
- SS Labrador (1895 - 1923), paquebot de la Compagnie générale transatlantique
- RMS Laconia (1911 - 1917), paquebot de la Cunard Line : torpillé en 1917
- RMS Laconia (1922 - 1942), paquebot de la Cunard Line : torpillé en 1942
- SS Lafayette (1864 - 1903), paquebot de la Compagnie générale transatlantique
- SS Lafayette (1915 - 1928), paquebot de la Compagnie générale transatlantique
- MS Lafayette (1930 - 1938), paquebot de la Compagnie générale transatlantique, incendié en 1938
- SS Lamoricière (1921 - 1942), paquebot de la Compagnie générale transatlantique : naufrage en Méditerranée le 9 janvier 1942
- RMS Lancastria (1922 - 1940), paquebot de la Cunard Line : coulé par bombardement le 17 juin 1940 par l'aviation allemande, faisant plus de 3 000 morts.
- SS G. Lanza (1883 - 1885), paquebot italien, ex-Damascus (1856 - 1870), ex-Corinthian (1870 - 1881), ex-Genoa (1881 - 1883), devenu Giuseppe Garibaldi (1885 - 1886), Foulazi Osmani (1886 - 1901), Sakariha (1901 - 1912).
- SS Lapland (1909 - 1932), paquebot de la Red Star Line prêté à la White Star Line de 1914 à fin 1919. Démoli en 1933.
- SS Laurentian (1893 - 1909), paquebot de la Allan Line, ex-Polynesian (1872 - 1893) de la même compagnie : naufrage le 6 septembre 1909 près de Cape Race sur l'île de Terre-Neuve, aucun mort.
- SS Laurentic (1909 - 1917), paquebot de la White Star Line : coulé en 1917 après avoir heurté une mine.
- SS Laurentic (1927 - 1940), paquebot de la White Star Line : torpillé le 3 novembre 1940.
- MS Leeward (1992 - 1998), paquebot de la Norwegian Cruise Line
- MS Le Havre Abeto (1967 - 1984), ex-Charles Tellier (1962 - 1967) de la Compagnie des messageries maritimes
- MS Legend of the Seas (1995 - en service), paquebot de la Royal Caribbean Cruise Line
- SS Leviathan (1917 - 1938), paquebot des United States Lines, ex-Vaterland (1914 - 1917) de la HAPAG.
- SS Liberté (1950 - 1962), paquebot de la Compagnie générale transatlantique, ex-Europa (1930 - 1950)
- MSC Lirica (2003 - en service), paquebot de MSC Croisières
- SS Livonian (1897 - 1914), paquebot de la Allan Line, ex-Ludgate Hill (1881 - 1897), vendu en 1914 à l'Amirauté britannique qui l'a coulé dans le port de Douvres pour le bloquer.
- MS Lord Sinai (1980 - 1984), ex-Fred Scamaroni (1966 - 1980) de la Compagnie générale transatlantique, devenu Al Tabra (1984 - 1990) et Salem Express (1990 - 1991) : heurte des récifs au large de Safaga en 1991.
- SS Lou Cettori (1881 - 1906), paquebot de la Compagnie générale transatlantique
- SS Louisiane (1862 - 1875), paquebot de la Compagnie générale transatlantique
- SS Lucerne (1878 - 1901), paquebot de la Allan Line : détruit en 1901 lors de son voyage d'Ardrossan à Saint-Jean de Terre-Neuve.
- SS Ludgate Hill (1881 - 1897), paquebot de la Twin Screw Line, devenu Livonian (1897 - 1914), vendu en 1914 à l'Amirauté britannique qui l'a coulé dans le port de Douvres afin de le bloquer.
- RMS Lusitania (1907 - 1915), paquebot de la Cunard : torpillé par un sous-marin allemand le 7 mai 1915 au large de l'Irlande, 1 200 morts.
- Lyautey (1950-1975), paquebot de la Compagnie de navigation Paquet qui assurait la liaison entre Marseille et le Maroc et le Sénégal. Revendu en 1967 à une compagnie italienne puis grecque et démoli en 1975

## M
- SS Maasdam, paquebot de la Holland America Line, ex-Republic (1872 - 1902), renommé Vittoria (1902) puis Citta di Napoli (1902 - 1910)
- MS Maasdam,  navire de croisière construit en 1993, (société Holland America Line), racheté en 2022 par la Compagnie Française de Croisières et renommé Renaissance.
- SS Macoris (1920 - 1934), paquebot de la Compagnie générale transatlantique
- MSC Magnifica (2010 - ), paquebot de MSC Croisières
- SS Majestic (1890 - 1914), paquebot de la White Star Line
- RMS Majestic (1922 - 1936), paquebot de la White Star Line, ex-Bismarck (1914 - 1922, construction uniquement), devenu Caledonia (1936 - 1939) : coulé à la suite d'un incendie le 29 septembre 1939.
- SS Majesty of the Seas (1992 - en service), paquebot de la Royal Caribbean International
- SS Malvina (1881 - 1910), paquebot de la Compagnie générale transatlantique
- SS Manitoban (1872 - 1899), ex-Ottawa (1865 - 1872).
- SS Marburn (1922 - 1928), ex-Tunisian (1900 - 1922).
- MS Marco Polo (1991 - en service), paquebot de l'Ocean Lines (1991 - 2008) puis de la Global Maitime (2008 - en service), ex-Aleksandr Pushkin (1964 - 1991)
- SS Maréchal Bugeaud (1890 - 1927), paquebot de la Compagnie générale transatlantique
- SS Maréchal Canrobert (1881 - 1912), paquebot de la Compagnie générale transatlantique
- SS Marglen (1922 - 1927), ex-Scotian (1911 - 1922)), ex-Statendam (1898 - 1911) : démoli à Gênes en 1927.
- Mariette Pacha (1926 - 1944), paquebot de la Compagnie des messageries maritimes sabordé en 1944
- SS Marloch (1922 - 1929), ex-Victorian (1904 - 1922) : entre en collision le 2 février 1926 avec le Whimbrel, remorqué jusqu'à Southampton : démoli en 1929 à Pembroke Dock au Royaume-Uni.
- SS Mariposa (1931 - 1953), paquebot de la Matson Lines, renommé Homeric' (1953 - 1974)
- MS Maroc (1951 - 1956), paquebot de la Compagnie générale transatlantique, ex-Ville de Marseille (1951 - 1956), qui reprend son nom d'origine de 1956 à 1973
- SS Marrakech (1929 - 1950), paquebot de la Compagnie générale transatlantique, ex- SS Haïti (1914 - 1929), paquebot de la Compagnie générale transatlantique
- SS Martinique (1869 - 1892), paquebot de la Compagnie générale transatlantique
- SS Martinique (1903 - 1932), paquebot de la Compagnie générale transatlantique
- MS Maasdam (1993 - en service), paquebot de la Holland America Line
- RMS Mauretania (1907 - 1934), paquebot de la Cunard Line
- RMS Mauretania (1938 - 1965), paquebot de la Cunard Line
- SS Medic (1899 - 1928), paquebot de la White Star Line renommé Hektoria (1928 - 1942) : torpillé le 12 septembre 1942.
- SS Méditerranée (1970 - 1971), paquebot de la Compagnie générale transatlantique
- SS Megantic (1909 - 1933), paquebot de la White Star Line
- SS Mekke (1893 - ? ), paquebot turc, ex-State of Nevada (1874 - 1893)
- Meknès (1932 - 1940), paquebot de la Compagnie générale transatlantique, ex-Puerto Rico (1914 - 1932) : coulé par une vedette allemande le 24 juillet 1940, 400 morts.
- MSC Melody (1982 - en service), paquebot de MSC Croisières
- SS Mexique (1915 - 1940), paquebot de la Compagnie générale transatlantique
- Minghua (1973 - en service), paquebot chinois devenu un hôtel flottant, ex-Ancerville (1962 - 1973)
- SS Missouri (1873), paquebot de la Dominion Line, ex-Hammonia (1855 - 1864) de la Hapag-Lloyd Tours puis ex-Belgian (1864 - 1872), devenu Belgian (1872 - 1873) : naufrage aux Bahamas le 1er octobre 1873.
- MS Mistral (1999 - 2001), paquebot de la Festival Cruise Line : échouement aux alentours de la Guadeloupe le 20 février 2001, devenu Grand Mistral (2001 - en service).
- SS Mohamed Es Sadock (1881 - 1886), paquebot de la Compagnie générale transatlantique
- SS Moïse (1880 - 1923), paquebot de la Compagnie générale transatlantique
- SS Monarch of Bermuda (1931 - 1947), immobilisé 2 ans après incendie et réaménagement est devenu New Australia (1949 - 1957) puis Arkadia (1958 - 1966) démoli en 1966.
- MS Monarch of the Seas (1991 - en service), paquebot de la Royal Caribbean International
- MS Monarch Star (1976 - 1978), paquebot de la Monarch Cruise Lines, ex-Veendam (1958 - 1974), devenu Brazil (1974), puis à nouveau Veendam (1975 - 1976), devenu à nouveau Veendam (1978 - 1984), devenu Bermuda Star (1984 - 1990), puis Enchanted Isles (1990 - 2003) et enfin renommé New Orleans (2003 - 2003) pour être détruit à Alang.
- SS Mongolian (1890 - 1914), paquebot de la Allan Line, vendu en 1914 à l'Amirauté britannique.
- SS Monte Videan (1887 - 1910), paquebot de la Allan Line : démoli en 1910.
- SS Monticello (1915 - 1923), paquebot de l'USSB (actif seulement comme transport de troupes) ex-Kronprinz Wilhelm (1901 - 1915)
- SS Montréal (1905 - 1917), paquebot de la Compagnie générale transatlantique
- RMS Montroyal (1924 - 1930), paquebot de la Canadian Pacific Steamships, ex-Empress of Britain (1906 - 1923)
- SS Moravian (1864 - 1881), paquebot de la Allan Line : naufrage le 30 décembre 1881 près du Île de Sable (Canada) au large de la (Nouvelle-Écosse), aucun mort.
- SS Mount Vernon (1917 - 1940), paquebot de l'USSB (jamais utilisé commercialement sous ce nom), ex-Kronprinzessin Cecilie (1906 - 1917)
- MSC Musica (2006 - en service), paquebot des MSC Croisières

## N
- SS Naldera (1920 - 1938), paquebot de la Peninsular and Oriental Steam Navigation Company
- MS Napoléon (1959 - 1975), paquebot de la Compagnie générale transatlantique
- SS Napoléon III (1866 - 1873), paquebot de la Compagnie générale transatlantique
- SS Narkunda (1920 - 1942), paquebot de la Peninsular and Oriental Steam Navigation Company : bombardé pendant la Seconde Guerre mondiale.
- SS Natal (1882 - 1917), paquebot de la Compagnie des messageries maritimes : abordé en 1917.
- MS Navarino (1975 - 2001), paquebot des Karageorgis Lines, ex- MS Gripsholm (1957 - 1975)
- SS Navarre (1860 - 1872), paquebot de la Compagnie des messageries maritimes renommé Rio Grande (1872 - 1890) pour la même compagnie
- SS Navigator of the Seas, paquebot de la Royal Caribbean Cruise Line, toujours en service
- MS Nea Hellas (1939 - 1954), paquebot de la Greek Line, ex-Tuscania (1921 - 1938), renommé New York (1954 - 1961)
- MS Neptunia (1948 - 1957), paquebot de la Greek Line, ex-Johan de Witt (1920 - 1948) : échoué près de Cobh en 1957.
- SS Nestorian (1866 - 1897), paquebot de la Allan Line.
- SS Nevasa (1956 - 1975). A servi de transport de troupe lors de la Seconde Guerre mondiale.
- MS New Australia (1949 - 1957), ex-Monarch of Bermuda (1931 - 1947), devenu Arkadia (1958 - 1966).
- SS New England (1898 - 1903) de la Dominion Line, devenu Romanic (1903 - 1912), puis Scandinavian (1912 - 1923).
- MS New Flamenco (2006 - en service), paquebot de la Cruise Elysia, ex-Flamenco (1998 - 2006).
- MS New Orleans (2003 - 2003), renommé juste pour effectuer son dernier voyage pour être détruit à Alang, ex-Veendam (1958 - 1974), Brazil (1974), puis à nouveau Veendam (1975 - 1976), puis Monarch Star (1976 - 1978), puis à nouveau renommé Veendam (1978 - 1984), devenu Bermuda Star (1984 - 1990), puis Enchanted Isles (1990 - 2003).
- SS New York (1892 - 1923), paquebot de l'American Line, ex-City of New York. Emprunté par l'US Navy sous les noms d'USS Harvard (1898) et d'USS Plattsburg (1917 - 1919)
- SS Niagara (1910 - 1930), paquebot de la Compagnie générale transatlantique
- SS Nieuw Amsterdam (1938 - 1974), paquebot de la Holland America Line
- MS Nieuw Amsterdam (1984 - 2000), paquebot de la Holland America Line, renommé Patriot (2000 - 2002), puis retour à son nom et sa compagnie d'origine (2002), qui le renomme ensuite Spirit (2002 - 2003) puis Thompson Spirit (2003 - en service)
- MS Nieuw Amsterdam (2010 - en service), paquebot de la Holland America Line
- SS Nitta Maru (1940 - 1943), paquebot de la NYK coulé durant la Seconde Guerre mondiale
- MS Noordam (2006 - en service), paquebot de la Holland America Line
- MS Nordic Empress (1990 - 2004), paquebot de la Royal Caribbean Cruise Line, renommé Empress of the Seas (2004 - 2008), puis Empress (2008 - en service)
- SS Normandie (1932 - 1942), paquebot de la Compagnie générale transatlantique, renommé Lafayette (1942 - 1946), détruit par un incendie le 9 février 1942.
- SS North American (1856 - 1885), paquebot de la Allan Line qui l'a vendu en 1874 : disparu en mer 11 ans plus tard, en 1885, sur la route de Melbourne à Londres.
- SS North Briton (1858 - 1861), paquebot de la Allan Line : naufragé le 5 novembre 1861 au Canada dans l'archipel Mingan près de l'île d'Anticosti, aucun mort.
- SS Norway (1870 - 1873), paquebot de la Allan Line, ex-Braemar (1868 - 1870), devenu Hoopoe (1873 - 1888) : coulé en 1888 par sa collision avec le Sir Galahad.
- SS Norway (1979 - 2006), ex-France (1962 - 1979), devenu Blue Lady (2006 - 2009)
- SS Norwegian (1861 - 1863), paquebot de la Allan Line : naufrage au Canada le 14 juin 1863 sur l'Île Saint-Paul (Nouvelle Écosse), aucun mort.
- SS Norwegian (1884 - 1903), paquebot de la Allan Line, ex-Delaware (1865 - 1884).
- MS Norwegian Breakaway (2013), paquebot de Norwegian Cruise Line,
- MS Norwegian Drawn (2002 - en service), paquebot de Norwegian Cruise Line,
- MS Norwegian Dream (1992 - en service), paquebot de Norwegian Cruise Line,
- MS Norwegian Epic (2010 - en service), paquebot de Norwegian Cruise Line,
- MS Norwegian Gem (2007 - en service), paquebot de Norwegian Cruise Line,
- MS Norwegian Jade (2008 - en service), ex-Pride of Hawaii (2006 - 2008), paquebot de Norwegian Cruise Line,
- MS Norwegian Jewel (2005 - en service), paquebot de Norwegian Cruise Line,
- MS Norwegian Pearl (2006 - en service), paquebot de Norwegian Cruise Line,
- MS Norwegian Sky (2004 - en service), ex-Pride of Aloha (1999 - 2004), paquebot de Norwegian Cruise Line,
- MS Norwegian Spirit (1998 - en service), paquebot de Norwegian Cruise Line,
- MS Norwegian Star (2001 - en service), paquebot de Norwegian Cruise Line,
- MS Norwegian Sun (2000 - en service), paquebot de Norwegian Cruise Line,
- MS Norwegian Majesty (1997 - en service), paquebot de la Norwegian Cruise Line, ex-Birka Queen (1991 - 1992), ex-Royal Majesty (1992 - 1997) : échoué le 10 juin 1995 à environ 10 milles à l'est de Nantucket.
- SS Nouveau Monde (1865 - 1874), paquebot de la Compagnie générale transatlantique
- SS Nova Scotian (1858 - 1892), paquebot de la Allan Line.
- SS Numidian (1891 - 1914), paquebot de la Allan Line : vendu en 1914 à l'Amirauté britannique.

## O
- SS Oasis of the Seas (2009 - en service), paquebot de la Royal Caribbean Cruise Line, d'une longueur de 360 mètres. Il est le plus grand paquebot à ce jour.
- RMS Oceanic (1871 - 1896), paquebot de la White Star Line
- RMS Oceanic (1899 - 1914), paquebot de la White Star Line : échoué en 1914.
- RMS Oceanic (1928), paquebot de la White Star Line à la construction inachevée
- SS Oceanic (1965 - 1985), paquebot des Home Lines, renommé StarShip Oceanic (1985 - 2000), Big Red Boat I (2000), puis à nouveau Oceanic (2000 - en service) pour la Pullmantur Cruises (2000 - 2009) et a Peace Boat (2009 - en service).
- SS Olinde Rodrigues (1878 - 1905), paquebot de la Compagnie générale transatlantique
- RMS Olympic (1911 - 1934), paquebot de la White Star Line, démoli en 1935
- SS Olympic (1994 - 1997), ex-Empress of Britain (1955 - 1964), puis ex-Queen Anna Maria (1964 - 1976), puis ex-Carnivale (1976 - 1993), puis Fiesta Marina (1993 - 1994), devenu Topaz (1997 - 2008)
- MS Oosterdam (2003 - en service), paquebot de la Holland America Line
- MSC Opera (2004 - en service), paquebot de la compagnie MSC Croisières
- SS Orcadian (1893 - ?), paquebot de la Allan Line (1893 - 1914), vendu en 1914 à la Donaldson Line
- Orcana (1905-1906), ex Argonaut (1893 -1918), paquebot de la Pacific Steam Navigation Company, devenu ensuite Albingia (1906-1907), Grodno (1907-1916) et redevenu Albingia (1916-1918), torpillé le 5 juin 1918[1].
- MSC Orchestra (2007- en service), paquebot de la compagnie MSC Croisières
- SS Oregon (1917 - 1921), paquebot de la Compagnie générale transatlantique
- SS Orénoque (1874-1925), paquebot-poste de la Compagnie des Messageries maritimes
- SS Orient Queen (2006 - en service) de la Orient Queen Shipping, ex-Bolero (1994 - 2006) de la Festival Cruise Line
- SS Ottawa (1865 - 1872), paquebot de la British Colonial SS Co. (1865 - 1868), puis de la Allan Line (1868 - 1872), devenu Manitoban (1872 - 1899) : démoli en 1899.
- SS Oudjda (1917 - 1929), paquebot de la Compagnie générale transatlantique
- SS Oxfordshire (1957 - 1964) paquebot de la Bibby Line, devenu Fairstar de la Sitmar corporation (1964 - 1997). A servi de transport de troupe lors de la Seconde Guerre mondiale.

## P
- SS Pacifique (1899 - 1925), paquebot de la Compagnie des messageries maritimes
- SS Pacifique (1967 - 1970), paquebot de la Compagnie des messageries maritimes, ex-Viêt Nam (1953 - 1967), devenu Princess Abeto (1970 - 1972) puis Malaysia Kita (1972 - 1974) : brûlé en 1974 et démoli deux ans plus tard.
- MS Pallas Athena (1992 - 1994) : incendie, ex-Flandre (1952 - 1967), puis Carla C. (1967 - 1986) et Carla Costa (1986 - 1992)
- SS Panama (1866 - 1876), paquebot de la Compagnie générale transatlantique
- MS Parana (1876 - 1877), paquebot de la Compagnie des messageries maritimes, coulé au large de Bahia au Brésil.
- SS Paris (1921 - 1939), paquebot de la Compagnie générale transatlantique incendié en 1939, puis chaviré dans le port du Havre.
- SS Parisian (1880 - 1914), paquebot de la Allan Line.
- SS Pasteur (1939 - 1959), paquebot de la compagnie Sud Atlantique, revendu en 1957 à la Norddeutscher Lloyd. Renommé Bremen en 1959, puis Regina Magna (1971 - 1976), Saudi Phil (1976 - 1980) et Filipina Saudia 1 jusqu'à son naufrage le 9 juin 1980.
- MS Pasteur (1966 - 1972), paquebot de la Compagnie des messageries maritimes, renommé Chidanbaram (1972 - 1985) : détruit par incendie en 1985
- SS Patria (1914 - 1940) : détruit par sabotage à Haïfa, 279 morts.
- SS Patricia (1951 - 1957), paquebot de la Swedish Lloyd, devenu Ariadne (1957 - 1973), Freeport II (1973 - 1974), Bon Vivant (1974 - 1978) et enfin Ariane (1978 - 1989).
- SS Paul Lecat (1911 - 1928), paquebot de la Compagnie des messageries maritimes : Détruit par incendie à Marseille en 1928.
- SS Pausilippe (1857 - 1872), paquebot de la Compagnie des messageries maritimes
- SS Pei-ho (1870 - 1902), paquebot de la Compagnie des messageries maritimes
- SS Pei-ho (1951 - 1957), paquebot de la Compagnie des messageries maritimes : perdu par échouement à Casablanca en 1957.
- SS Pellerin de la Touche (1923 - 1936), paquebot de la Compagnie générale transatlantique
- SS Péluse (1863 - 1891), paquebot de la Compagnie des messageries maritimes
- SS Pendennis Castle (1958 - 1980) paquebot de l'Union-Castle Line
- SS Pereire (1866 - 1888), paquebot de la Compagnie générale transatlantique
- SS Pérou (1908 - 1934), paquebot de la Compagnie générale transatlantique
- SS Peruvian (1863 - 1905), paquebot de la Allan Line : démoli en Italie en 1905.
- MSC Poesia (2008 - en service), paquebot de la MSC Croisières*
- MSC Preziosa (2013- en service), paquebot de la MSC Croisières*
- SS Pologne (1921 - 1932), paquebot de la Compagnie générale transatlantique
- SS Polynesian (1872 - 1893), paquebot de la Allan Line, devenu Laurentian (1893 - 1909) de la même compagnie : naufrage le 6 septembre 1909 près de Cape Race sur l'île de Terre-Neuve, aucun mort.
- SS Pomeranian (1887 - 1918), paquebot de la Allan Line (1887 - 1917) puis, sous le même nom, de la Canadian Pacific Line (1917 - 1918), ex-Grecian Monarch (1882 - 1887), Londres : torpillé en 1918 près de Portland Bill (pointe sud de l'Île de Portland) en Grande-Bretagne, 45 morts.
- SS Porthos (Bordeaux 25 janvier 1914-1942), paquebot de la Compagnie des messageries maritimes : Coulé à Casablanca le 8 novembre 1942 par le cuirassé USS "Massachusetts", 26 morts. Navire frère du SS Athos (1915 - 1917).
- SS President (1840 - 1841), paquebot de la British and American Steam Navigation Company perdu dans une tempête
- SS Président Dal Piaz (1929 - 1944), paquebot de la Compagnie générale transatlantique
- SS President Wilson (1948 - 1984) paquebot des United States Lines
- SS Pretoria Castle (1948 - 1975) paquebot de l'Union-Castle Line, devenu Oranje
- SS Pretorian (1901 - 1926), paquebot de la Allan Line (1900 - 1917), puis, sous le même nom, de la Canadian Pacific Line (1917 - 1926).
- MS Pride of america (2005 - en service), paquebot de Norwegian Cruise Line,
- MS Prinsendam (2002 - en service) de la Holland America Line, ex-Royal Viking Sun (1988 - 1999), puis Seabourn Sun (1999 - 2002).
- SS Principe Perfeito (1961 - 1981), paquebot de la Companhia Nacional de Navegaçao, devenu Vera (1981 - 1982) puis Marianna IX (1982 - 2001)
- MS Provence (1951 - 2001), paquebot transatlantique de la compagnie Société Générale des Transports Maritimes
- SS Providence (1920 - 1951), paquebot de la Compagnie Générale de Navigation à Vapeur Cyprien Fabre (1920 - 1932) puis de la Compagnie des messageries maritimes (1932 - 1951)
- SS Prussian (1868 - 1898), paquebot de la Allan Line.
- SS Puerto Rico (1914 - 1929), paquebot de la Compagnie générale transatlantique, rebaptisé Meknès (1929 - 1940) : torpillé en 1940.

## Q
- SS Quebec (1905 - 1917), paquebot de la Compagnie générale transatlantique, ex-Ebro des Royal Mail Lines (1897 - 1903), puis Quebec de la Swan, Peterson & Co. (1903 - 1904). Coulé par une mine en 1917.
- SS Queen Anna Maria (1964 - 1976), paquebot de la Greek Line, ex- RMS Empress of Britain (1955 - 1964), devenu puis SS Carnivale (1976 - 1993), puis SS Fiesta Marina (1993 - 1994), puis SS Olympic (1994 - 1997) et MS Topaz (1997 - 2008)
- RMS Queen Elizabeth (1938 - 1968), paquebot de la Cunard Line, détruit par incendie dans le port de Hong Kong en 1972.
- RMS Queen Elizabeth 2 (1969 - 2008), paquebot de la Cunard Line
- MS Queen Frederica (1955 - 1977), paquebot de la Greek National Hellenic American Line, ex-Malolo (1926 - 1927), puis Matsonia (1927 - 1949), puis Atlantic (1949 - 1955)
- RMS Queen Mary (1934 - 1967), paquebot de la Cunard Line, transformé en hôtel flottant.
- RMS Queen Mary 2 (2004 - en service), paquebot de la Cunard Line
- SS Queen of Bermuda (1933 - 1966), paquebot de la Furness Line
- MS Queen of the Channel (1936 - 1940), paquebot de la General Steam Navigation
- MS Queen of the Channel (1936 - 1968), paquebot de la General Steam Navigation, renommé Oia
- SS Quirinal (1858 - 1871), paquebot de la Compagnie des messageries maritimes

## R
- MS Radisson Diamond (1992 - ?), renommé Omar Star puis Asia Star (en service) de la Celtic Pacific (UK) Ltd.
- MSC Rhapsody (1977 - en service), paquebot de la MSC Croisières
- SS Regina (1922 - 1947), paquebot de la Dominion Line (1922 - 1925) puis de la White Star Line (1925 - 1929), plus tard renommé Westernland (1930 - 1946)
- SS Reina del Mar (1956 - 1975) paquebot de l'Union-Castle Line
- R one, paquebot de la Renaissance Cruises
- R two, paquebot de la Renaissance Cruises
- R three, paquebot de la Renaissance Cruises
- R four, paquebot de la Renaissance Cruises
- R five, paquebot de la Renaissance Cruises
- R six, paquebot de la Renaissance Cruises
- R seven, paquebot de la Renaissance Cruises
- R eight, paquebot de la Renaissance Cruises
- SS Republic (1872 - 1889), paquebot de la White Star Line, renommé Masdaam (1889 - 1902) puis Vittoria (1902) et Citta de Napoli (1902 - 1907)
- RMS Republic (1903 - 1909), paquebot de la White Star Line, ex-Columbus (1903) : coulé en 1909.
- SS Rex (1931 - 1944), paquebot de l'Italian Line : bombardé en 1944.
- SS Richmond Hill (1882 - 1887), paquebot de la Twin Screw Line, devenu Roumanian (1887 - 1898) de la Allan Line, puis Crook (1898 - 1920) transport de troupe de l'armée américaine.
- SS Rijndam (Ryndam) (1901 - 1929), paquebot de la Holland America Line, devenu USS Rijdam (ID-2505) transport de troupes de l'armée américaine entre 1918 et 1919
- TSS Rijndam (Ryndam) II (1951-1972) paquebot de la Holland America Line
- MS Ryndam (1994 - en service), paquebot de la Holland America Line
- SS Rochambeau (1911 - 1934), paquebot de la Compagnie générale transatlantique
- SS Roma (1926 - 1941), paquebot de l'Italian Line, transformé en porte-avions et renommé Aquila ; démoli en 1952.
- SS Romanic (1903 - 1912) de la White Star Line, ex-New England (1898 - 1903), devenu Scandinavian (1912 - 1923).
- SS Rosarian (1887 - 1910), paquebot de la Allan Line.
- SS Rotterdam (1959 - 1997), paquebot de la Holland America Line, renommé Rembrandt (1997 - 2003) puis à nouveau Rotterdam (2004 - en service)
- MS Rotterdam (1997 - en service), paquebot de la Holland America Line.
- SS Roumanian (1887 - 1920), paquebot de la Allan Line, ex-Richmond Hill (1882 - 1887), puis Crook (1898 - 1920) transport de troupe de l'armée américaine.
- SS Roussillon (1920 - 1931), paquebot de la Compagnie générale transatlantique
- MS Royal Majesty (1992 - 1997), paquebot de la Majesty Cruise Line (panaméen), ex-Birka Queen I (1991 - 1992), devenu Norwegian Majesty (1997 - en service).
- MS Royal Viking Sky (1973 - 1992), paquebot de la Royal Viking Lines, devenu Birka Queen II (1992), puis Sunward (1992 - 1993), puis Golden Princess (1993 - 1997), puis Superstar Capricorn (1993 - 1996), puis Hyundai Keumgang (1996 - 2001), puis à nouveau Superstar Capricorn (2001 - en service).
- MS Royal Viking Sun (1988 - 1994), paquebot de la Royal Viking Line, puis sous le même nom de la Cunard Line (1994 - 1999), devenu ensuite Seabourn Sun (1999 - 2002) et enfin Prinsendam (2002 - en service).

## S
- SS S.A. Vaal (1966 - 1977) de la Safmarine, ex-Transvaal Castle (1961 - 1966), devenu Festivale (1977 - 1996), Island Breeze (1996 - 2000), Big Red Boat III (2000 - 2003), Big Boat (2003) : nom donné pour son voyage à la démolition
- MS Saga Rose (1996 - en service) de la Saga Cruises, ex-Sagafjord (1983 - 1996), puis Gripsholm (1996).
- MS Sagafjord (1983 - 1996), paquebot de la Norwegian American Cruises (1983 - 1984) puis de la Cunard Line (1983 - 1996), devenu ensuite Gripsholm (1996) puis Saga Rose (1996 - en service).
- SS Sagar (2003), ex-Ferdinand de Lesseps paquebot de la Compagnie des messageries maritimes (1952 - 1968), ex Delphi (1968 - 1974), La Perla (1974 - 1980), La Palma (1980 - 2003), devenu Alma (2003).
- SS Saint Andrew (1861 - 1884), paquebot de la Allan Line, renommé Waldensian (1884 - 1903) de la même compagnie.
- SS Saint Augustin (1880 - 1913), paquebot de la Compagnie générale transatlantique
- SS Saint David (1864 - 1873), paquebot de la Allan Line, renommé Phoenician (1873 - 1905).
- SS Saint Domingue (1879 - 1916), paquebot de la Compagnie générale transatlantique
- SS Saint Domingue (1932 - 1949), paquebot de la Compagnie générale transatlantique
- SS Saint George (1861 - 1869), paquebot de la Allan Line : détruit le 29 avril 1869 près de Seal Island en Nouvelle-Écosse, aucun mort.
- SS Saint Germain (1876 - 1907), paquebot de la Compagnie générale transatlantique.
- SS Saint Laurent (1866 - 1902), paquebot de la Compagnie générale transatlantique.
- SS Saint Louis, paquebot de la Hamburg America Line (1928 - 1952)
- SS Saint Patrick (1858 - 1875), paquebot de la Allan Line, ex-John Bell (1854 - 1858), a servi de transport de troupes de la Compagnie des Indes orientales lors de la mutinerie indienne en 1858, devenu Saint Patrick (1858 - 1875), puis Diamant (1875), revendu aux Italiens en 1875.
- SS Saint Raphaël (1906 - 1934), paquebot de la Compagnie générale transatlantique.
- SS Saint Simon (1878 - 1905), paquebot de la Compagnie générale transatlantique.
- SS Sakariha (1901 - 1912), paquebot turc, ex-Damascus (1856 - 1870), ex-Corinthian (1870 - 1881), ex-Genoa (1881 - 1883), ex-G. Lanza (1883 - 1885), ex-Giuseppe Garibaldi (1885 - 1886), ex-Foulazi Osmani (1886 - 1901).
- SS Salem Express (1990 - 1991), ex-Fred Scamaroni (1966 - 1980), paquebot de la Compagnie générale transatlantique, puis Lord Sinai (1980 - 1984) et Al Tabra (1984 - 1990) : heurte des récifs au large de Port Safaga en 1991.
- SS Salvador (1879 - 1914), paquebot de la Compagnie générale transatlantique.
- SS Sampiero Corso (1951 - 1964), paquebot de la Compagnie générale transatlantique
- SS Sardinian (1874 - 1938), paquebot de la Allan Line (1874 - 1917), puis de la Canadian Pacific Line (1917 - 1920), puis a ensuite terminé en transport de charbon à Vigo (1920 - 1938) : démoli à Bilbao en 1938.
- SS Sargasse (1934 - 1936), ex-Étienne de Flacourt (1926 - 1926), paquebot de la Compagnie des messageries maritimes, puis Gouverneur Général Piquet (1926 - 1934), devenu La Marsa (1936 - 1942), Tivoli (1942 - 1943), Carlotta (1948 - 1955), Anna Rose (1955 - 1958) et Andalu (1958 - 1959)
- SS Sarmatian (1871 - 1908), paquebot de la Allan Line : démoli à Rotterdam en 1908.
- RMS Savoie (1940 - 1942), paquebot de la Compagnie générale transatlantique, ex-Araguaya (1906 - 1930) et ex-Kraljica Marija (1930 - 1940). Coulé au large de Casablanca le 8 novembre 1942.
- RMS Saxonia (1954 - 1999) paquebot de la Cunard Line
- SS Scandinavian (1869 - 1899), paquebot de la Allan Line.
- SS Scandinavian (1912 - 1923), paquebot de la Allan Line (1903 - 1917), puis de la Canadian Pacific Line (1917 - 1923), ex-New England (1898 - 1903) et ex-Romanic (1903 - 1912).
- SS Scharnhorst, paquebot de la Norddeutscher Lloyd réquisitionné en 1942 par marine impériale japonaise. Converti en porte-avions d'escorte, renommé Shinyo et coulé en 1944.
- SS Schleswig (1902 - 1922), paquebot de la Norddeutscher Lloyd, devenu Général Duchesne (1922 - 1932) de la Compagnie des messageries maritimes.
- SS Scotian (1911 - 1922), paquebot de la Allan Line (1911 - 1917) et de la Canadian Pacific Line (1917 - 1922), ex-Statendam (1898 - 1911), devenu Marglen (1922 - 1927).
- MS Seabourn Sun (1999 - 2002) de la Seabourn, ex-Royal Viking Sun (1988 - 1999), devenu ensuite Prinsendam (2002 - en service).
- MS Sea Diamond (2006 - 2007), paquebot de la Louis Hellenic Cruise Lines, ex-Birka Princess (1986 - 2006). Coulé le 5 avril 2007 après s'être échoué sur l'île de Santorin en Grèce.
- MS Seaward (1988 - 1998) paquebot de la Norwegian Cruise Line
- SS Siberian (1884 - ?), paquebot de la Allan Line.
- SS Sicilian (1899 - 1923), paquebot de la Allan Line (1899 - 1917), puis de la Canadian Pacific Line (1917 - 1923), devenu Bruton (1923 - 1925).
- SS Sidi Bel Abbès (1929 - 1943) paquebot de la Société Générale des Transports Maritimes : torpillé par un sous-marin allemand, le 20 avril 1943.
- MSC Sinfonia (2003 - en service), paquebot de la MSC Croisières, ex-European Star (2001 - 2003).
- SS Sobral (1917 - 1924), paquebot de la Hamburg Süd Amerika Linie, ex-Général Metzinger (1924 - 1940) et ex-Cap Vilano (1906 - 1917)
- MS Sovereign of the Seas (1990 - en service), paquebot de la Royal Caribbean Cruise Line, plus grand paquebot du monde de 1990 à 1996.
- MS Sovetsky Sojus, paquebot russe, ex-Albert Ballin (1923 - 1935) devenu Hansa (1935 - 1945) : coulé le 6 mars 1945 puis remis à flot par les Soviétiques en 1949 sous le nom de Sovetsky Sojus (1949 - 1980) puis Sojus (1980 - 1981)
- MS Sojus, paquebot russe, ex-Albert Ballin (1923 - 1935) devenu Hansa (1935 - 1945) : coulé le 6 mars 1945 puis remis à flot par les Soviétiques en 1949 sous le nom de Sovetsky Sojus (1949 - 1980) puis Sojus (1980 - 1981)
- MSC Splendida (2009 - en service), MSC Croisières
- SS Splendour of the Seas (1998 - en service), paquebot de la Royal Caribbean Cruise Line.
- SS Stadt Haarlem (1875 - 1879), devenu Ferdinand de Lesseps (1879 - 1911) de la Compagnie générale transatlantique, puis Ville de Madrid (1979 - 1979);
- Star Princess (2002 - en service), paquebot des Princess Cruises.
- SS State of California (1891 - 1898), paquebot de la State Line, devenu Californian (1898 - 1901), puis Coamo (1901 - 1925).
- SS State of Georgia (1873 - 1896), paquebot de la Allan Line (1873 - 1893), puis de la Aberdeen Line (1893 - 1896), ex-Georgia (1873 - 1873) : disparu en mer en 1896 sur la route de Dantzig à Halifax, 32 morts.
- SS State of Indiana (1874 - 1893), paquebot de la Allan Line, devenu Ismir (1893 - 1912) : coulé en 1912 par les Turcs pour bloquer le port de Smyrne.
- SS State of Nebraska (1880 - 1902), paquebot de la Allan Line.
- SS State of Nevada (1874 - 1893), paquebot de la State Line (1874 - 1891) puis, sous le même nom, de la Allan Line (1891 - 1893), devenu Mekke (1893 - ? ), turc
- SS State of Pennsylvania (1873 - 1893), paquebot de la Allan Line (1873 - 1891), puis, sous le même nom, de la State Line (1891 - 1893)
- SS Statendam (1898 - 1911), paquebot de la Holland America Line, devenu Scotian (1911 - 1922), devenu Marglen (1922 - 1927).
- SS Statendam (1957 - en service), paquebot de la Holland America Line
- MS Stirling Castle (1936 - 1966), paquebot de l'Union-Castle Line.
- SS Suffren (1923 - 1928), paquebot de la Compagnie générale transatlantique.
- MS Sunward I (1966 - en service), paquebot de la Norwegian Cruise Line
- MS Sunward II (1992 - 1993), paquebot de la Norwegian Cruise Line, ex-Royal Viking Sky (1973 - 1992), et Birka Queen II (1992), devenu Golden Princess (1993), puis Superstar Capricorn (1993 - 1996), puis Hyundai Keumgang (1996 - 2001), puis à nouveau Superstar Capricorn (2001 - en service).
- MS Superstar Capricorn (1993 - 1996) de la Star Cruises, ex-Royal Viking Sky (1973 - 1992), puis Birka Queen II (1992 - 1992), puis Sunward (1992 - 1993), puis Golden Princess (1993 - 1997), devenu Hyundai Keumgang (1996 - 2001), puis à nouveau Superstar Capricorn (2001 - en service).
- SS Sweden (1869 - 1872), paquebot de la Allan Line, devenu Cygnet (1872 - 1893).

## T
- SS Tainui (1884 - 1899), paquebot de la Shaw, Savill & Albion Line, a opéré en 1897 sous le nom de Covadonga (1897 - 1897) de la Cia Trasatlantica, Astoria (1899 - 1908) de la Anchor Line : démoli en 1910.
- SS Tampico (1862 - 1869), paquebot de la Compagnie générale transatlantique
- SS Teutonic (1889-1921), paquebot de la White Star Line.
- MS The Azur (1994 - en service), paquebot de la Festival Cruise Line, devenu Eloise
- MS Thomson Dream (depuis avril 2010 - en service), ex-MS Homeric (1986 - 1988), ex-MS Westerdam (1988 - 2002), ex-MS Costa Europa (2002 - avril 2010).
- SS Timgad (1911 - 1939), paquebot de la Compagnie générale transatlantique.
- SS Tirpitz (1919 - 1922) de la Hamburg America Line, saisie de guerre, devenu Empress of China (1921 - 1922), puis Empress of Australia (1922 - 1952).
- RMS Titanic (1912), paquebot de la White Star Line : naufrage à la suite d'une collision avec un iceberg durant son voyage inaugural le 15 avril 1912, 1 500 morts.
- Titanic 2, réplique du Titanic de 1912 mais doté de la technologie moderne. Sa première croisière est prévue pour 2016 entre Southampton et New York, le même trajet du voyage qui a été fatal au RMS Titanic.
- MS Topaz (1997 - 2008), ex-Empress of Britain (1955-1964), puis ex-Queen Anna Maria (1964 - 1976), puis ex-Carnivale (1976 - 1993), puis ex-Fiesta Marina (1993 - 1994) et ex-Olympic (1994-1997).
- SS Tower Hill (1880 - 1897), paquebot de la Hill Line, devenu Turanian (1897 - 1899) : échoué en 1899 sur lune des îles du Cap-Vert.
- SS Transvaal Castle (1961 - 1966) de l'Union-Castle Line, devenu S.A. Vaal (1966 - 1977), Festivale (1977 - 1996), Island Breeze (1996 - 2000), Big Red Boat III (2000 - 2003), puis Big Boat (2003 : nom donné pour son voyage à la démolition).
- SS Tunisian (1900 - 1922), paquebot de la Allan Line (1900 - 1917), puis, sous le même nom, de la Canadian Pacific Line (1917 - 1922), renommé Marburn (1922 - 1928).
- SS Turanian (1881 - ?), paquebot de la Allan Line.
- SS Turanian (1897 - 1899), paquebot de la Allan Line, ex-Tower Hill (1880 - 1897) de la Hill Line : échoué en 1899 sur l'une des îles du Cap-Vert.

## U
- SS Uganda (1952 - 1986), paquebot de la British-India Steam Navigation Company, puis de la P&O, échoué par un typhon en 1986
- RMS Umbria (1884 - 1910), paquebot de la Cunard Line
- SS United States (1951 - 1969), paquebot des United States Lines, dernier détenteur du Ruban bleu
- SS Uruguay (1938 - 1964), paquebot de la Panama Pacific Line, ex-SS California (1929 - 1938)

## V
- SS Vaterland (1914 - 1917), devenu Leviathan de (1917 - 1938) : plus grand paquebot du monde en 1914 saisi par les États-Unis à leur entrée en guerre le 6 avril 1917.
- MS Veendam (1958 - 1974), paquebot de la Bahama Cruise Line, devenu Brazil (1974), puis à nouveau Veendam (1975 - 1976), puis Monarch Star (1976 - 1978), puis à nouveau renommé Veendam (1978 - 1984), devenu Bermuda Star (1984 - 1990), puis Enchanted Isles (1990 - 2003) enfin renommé New Orleans (2003) pour être détruit à Alang.
- MS Veendam (1996 - en service), paquebot de la Holland America Line
- SS Vénézuéla (1876 - 1911), paquebot de la Compagnie générale transatlantique.
- SS Vénézuéla (1912 - 1920), paquebot de la Compagnie générale transatlantique.
- SS Venezuela (1956 - 1962), paquebot de la Sicula Oceanica, ex-De Grasse (1924 - 1953), devenu Empress of Australia (1953 - 1956) : échouement en baie de Cannes le 16 mars 1962.
- SS Vera Cruz (1862 - 1869), paquebot de la Compagnie générale transatlantique.
- SS Versailles (1889 - 1914), paquebot de la Compagnie générale transatlantique.
- SS Victorian (1904 - 1922), paquebot de la Allan Line (1904 - 1917), puis de la Canadian Pacific Line (1917 - 1922), renommé Marloch (1922 - 1929) : entre en collision le 2 février 1926 avec le Whimbrel, remorqué jusqu'à Southampton. Démoli en 1929 à Pembroke Dock au Royaume-Uni.
- SS Viktoria Luise (1910 - 1921), ex-Deutschland (1900 - 1910), devenu Hansa (1921 - 1925).
- SS Ville d'Ajaccio (1948 - 1960), paquebot de la Compagnie générale transatlantique.
- SS Ville d'Alger (1890 - 1921), paquebot de la Compagnie générale transatlantique.
- SS Ville d'Alger (1935 - 1966), paquebot de la Compagnie générale transatlantique.
- SS Ville d'Oran (1880 - 1921), paquebot de la Compagnie générale transatlantique.
- SS Ville d'Oran (1954 - 1965), paquebot de la Compagnie générale transatlantique.
- SS Ville de Barcelone (1880 - 1951), paquebot de la Compagnie générale transatlantique.
- SS Ville de Bône (1880 - 1931), paquebot de la Compagnie générale transatlantique.
- SS Ville de Bordeaux (1871 - 1899), paquebot de la Compagnie générale transatlantique.
- SS Ville de Bordeaux (1956 - 1964), paquebot de la Compagnie générale transatlantique.
- SS Ville de Brest (1871 - 1899), paquebot de la Compagnie générale transatlantique.
- SS Ville de Madrid (1879 - 1879), paquebot de la Compagnie générale transatlantique, ex-Ferdinand de Lesseps (1879 - 1911) et Stadt Hararlem (1875 - 1879)
- SS Ville de Marseille (1879 - 1902), paquebot de la Compagnie générale transatlantique.
- SS Ville de Marseille (1951 - 1969), paquebot de la Compagnie générale transatlantique.
- SS Ville de Mostaganem (1915 - 1915), paquebot de la Compagnie générale transatlantique.
- SS Ville de Naples (1882 - 1918), paquebot de la Compagnie générale transatlantique.
- SS Ville de Paris (1866 - 1888), paquebot de la Compagnie générale transatlantique.
- SS Ville de Rome (1882 - 1898), paquebot de la Compagnie générale transatlantique.
- SS Ville de Saint-Nazaire (1871 - 1897), paquebot de la Compagnie générale transatlantique : Le 6 mars 1897, alors que le navire en provenance de New York se dirige vers les Antilles, il doit être abandonné à la suite d'une importante voie d'eau ; sur les 83 personnes à bord, 18 sont sauvées par 2 navires.
- SS Ville de Sfax (1906 - 1913), paquebot de la Compagnie générale transatlantique.
- SS Ville de Tanger (1880 - 1910), paquebot de la Compagnie générale transatlantique.
- SS Ville de Tunis (1884 - 1923), paquebot de la Compagnie générale transatlantique.
- SS Ville de Tunis (1952 - 1967), paquebot de la Compagnie générale transatlantique devenu Mégalonissos Kritti (1967 - 1969), puis City of Athens en (1969 - 1980) : coule au large de Formentera pendant son remorquage vers Barcelone pour démolition.
- SS Ville-du-Havre (1873 - 1873), paquebot de la Compagnie générale transatlantique.
- SS Virginian (1904 - 1920), paquebot de la Allan Line (1904 - 1917), puis, sous le même nom de la Canadian Pacific Line (1917 - 1920), devenu Drotningholm (1920 - 1951), puis Homeland (1951 - 1955).
- SS Vistafjord (1973 - 1983), paquebot de la Norwegian America Line puis sous le même nom, lors de la fusion des deux compagnies, de la Cunard Line (1983 - 1999)
- MS Volendam (1999 - en service), paquebot de la Holland America Line
- SS Volubilis (1920 - 1931), paquebot de la Compagnie générale transatlantique.

## W
- SS Waldensian (1884 - 1903), paquebot de la Allan Line, ex-Saint Andrew (1861 - 1884) de la même compagnie : démoli à Gênes en 1903.
- MS Warwick Castle (1930 - 1942), paquebot de l'Union-Castle Line, sister-ship du Winchester Castle.
- MS Warwick Castle (1946 - 1962), paquebot de l'Union-Castle Line, ex-Pretoria Castle .
- SS Washington (1864 - 1899), paquebot de la Compagnie générale transatlantique : a heurté un pont en 1899.
- SS Waratah (1908 - 1909), paquebot de la Blue Anchor Line disparu corps et biens au Sud de Durban en juillet 1909. 211 victimes.
- SS Washington (1931 - 1965), paquebot des United States Lines.
- MS Waterman (1947 - 1963), paquebot de la Rotterdam Lloyd, ancien La Grande Victory de l'US Navy (1945 - 1947), renommé MS Margarita pour la compagnie John S.Latsis of Piraeus (1963 - 1970).
- MS Westerdam (1988 - 2002), paquebot de la Holland America Line, ex-MS Homeric (1986 - 1988), devenu MS Costa Europa (2002 - avril 2010).
- MS Westerdam (2004 - en service), paquebot de la Holland America Line.
- SS Westernland (1929 - 1946) paquebot de la Red Star Line (1929 - 1935), de la Bernstein Red Star Line (1935 - 1939), de la Holland America Line (1939 - 1945), et de la Cunard-White Star Line, ex - Regina de la Dominion Line (1917 - 1925) et de la White Star Line (1925 - 1929).
- MS Westward (1990 - 1993), paquebot de la Norwegian Cruise Line, ex- Royal Viking Star (1972 - 1990), renommé Star Odyssey (1994 - 1996) puis Black Watch (1996 - en service).
- KdF Wilhelm Gustloff (1938 - 1945) : torpillé le 30 janvier 1945 par un sous-marin soviétique, coule avec plus de 10 000 passagers, le nombre de victimes est estimé entre 5 400 et 12 000. Il s'agit peut être de la plus grande catastrophe maritime de tous les temps.
- MS Willem Ruys (1939-1964), paquebot de la Royal Rotterdam Lloyd, devenu MS Achille Lauro (1964 - 1994).
- SS William Penn (1866 - 1869), devenu European (1869 - 1872), paquebot de la Allan Line revendu à Hughes Line en 1872.
- MS Winchester Castle (1930 - 1960), paquebot de l'Union-Castle Line, sister-ship du Warwick Castle.
- SS Windhuk (1936 - 1942), paquebot de la Deutsche-Afrika Linie : saisi par les Américains et renommé USS Leujeune.
- SS Windsor Castle (1922 - 1943), paquebot de Union-Castle Line, sister-ship du SS Arundel Castle. Torpillé en mer Méditerranée en 1943.
- SS Windsor Castle (1960 - 2005), paquebot de Union-Castle Line.
- MS Windward (1993 - 1998), paquebot de la Norwegian Cruise Line.

## Y
- SS Yale (1906 - 1948), paquebot de la Canadian Pacific Steamship Company.
- SS Yang Tsé (1877 - 1911), paquebot de la Compagnie des messageries maritimes.
- SS Yarra (1844 - 1917), paquebot de la Compagnie des messageries maritimes : torpillé en 1917.
- SS Yawata Maru (1939 - 1944), paquebot de la Nippon Yusen (N.Y.K.), torpillé.
- MS Yuri Dolgoruki (1950 - 1977), paquebot renfloué par les soviétiques et transformé en baleinier. Ex-Hamburg de la Hamburg America Line (1926 - 1945), coulé par une mine en 1945.

## Z
- MS Zaandam (2000 - en service), paquebot de la Holland America Line
- MS Zuiderdam (2002 - en service), paquebot de la Holland America Line